# Nimitz-Klasse
Die Nimitz-Klasse ist eine Klasse nukleargetriebener Flugzeugträger der United States Navy. Das Typschiff Nimitz, die erste Einheit der Klasse, wurde 1975 in Dienst gestellt, die zehnte und letzte Anfang 2009. Mit einer Verdrängung von rund 101.600 Tonnen waren die Träger bis zur Indienststellung der Gerald-R.-Ford-Klasse 2017 die größten Kriegsschiffe der Welt. Sie können bis zu 85 Flugzeuge tragen. Die Träger sind zeitlich nahezu unbegrenzt einsetzbar, lediglich Kerosin- und Lebensmittelvorräte müssen regelmäßig aufgefüllt werden. Der Bau eines Schiffs der Nimitz-Klasse kostete zuletzt über sechs Milliarden US-Dollar und dauert von der Kiellegung bis zur Indienststellung rund fünf Jahre. Die Schiffe sind für eine Nutzungsdauer von rund 50 Jahren ausgelegt.
Die zehn Schiffe der Nimitz-Klasse bildeten ab der Deaktivierung der Enterprise am 1. Dezember 2012 bis zur Indienststellung der Gerald R. Ford am 22. Juli 2017 die gesamte US-amerikanische Flugzeugträgerflotte. Sie sind das Rückgrat der US-Streitkräfte für ausgedehnte Kampfhandlungen wie 1990 im Zweiten Golfkrieg oder 2003 im Irakkrieg und der anschließenden Besetzung des Iraks bis 2011. Neben der direkten Unterstützung militärischer Operationen werden die Flugzeugträger auch eingesetzt, um durch die bloße Präsenz vor der Küste eines Staates eine Drohkulisse aufzubauen. In einem Fall wurde eine humanitäre Mission unterstützt.

## Geschichte

### Planung

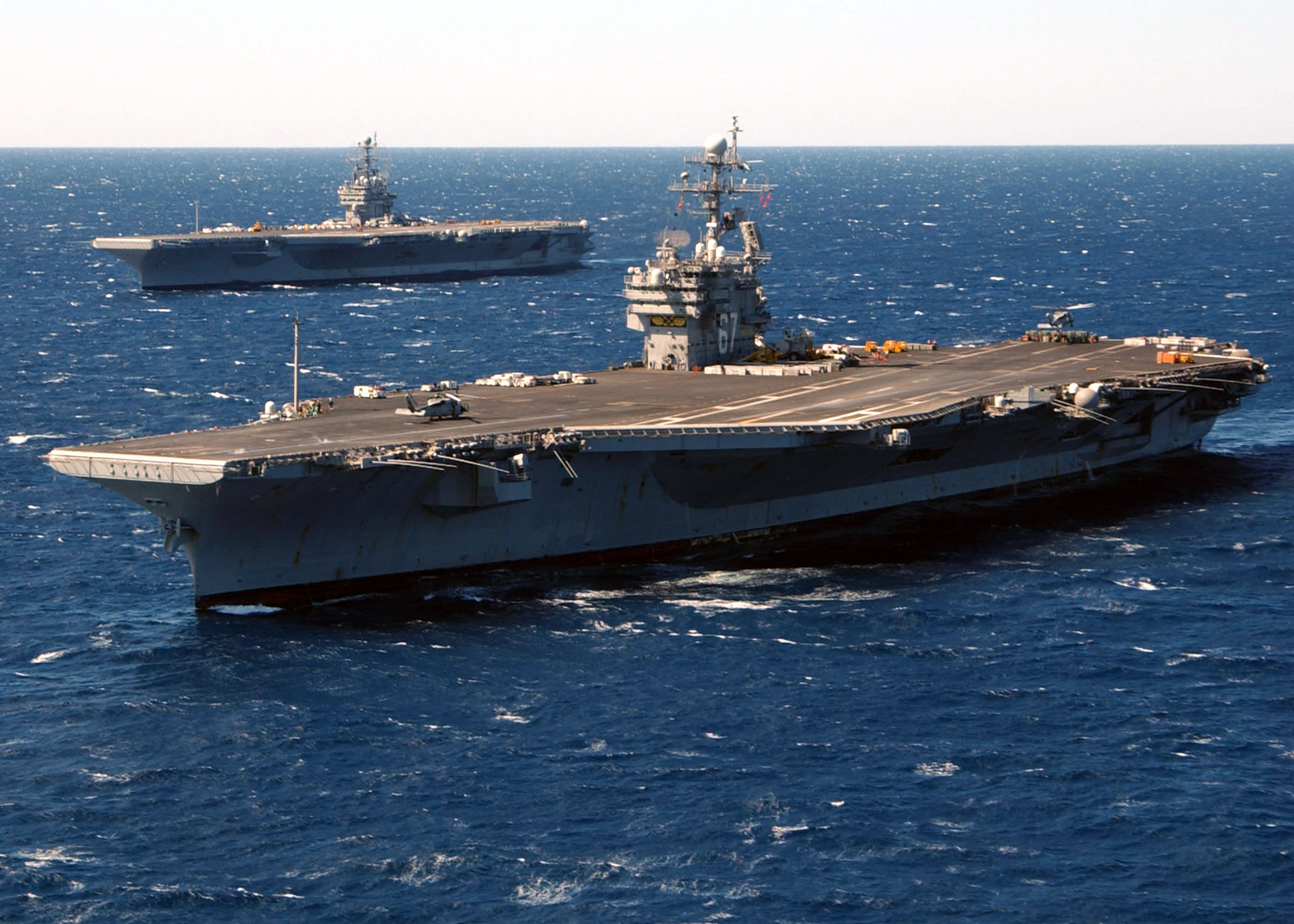
Äußerlich ist die John F. Kennedy (vorn) kaum von den Trägern der Nimitz-Klasse (hinten Theodore Roosevelt) zu unterscheiden

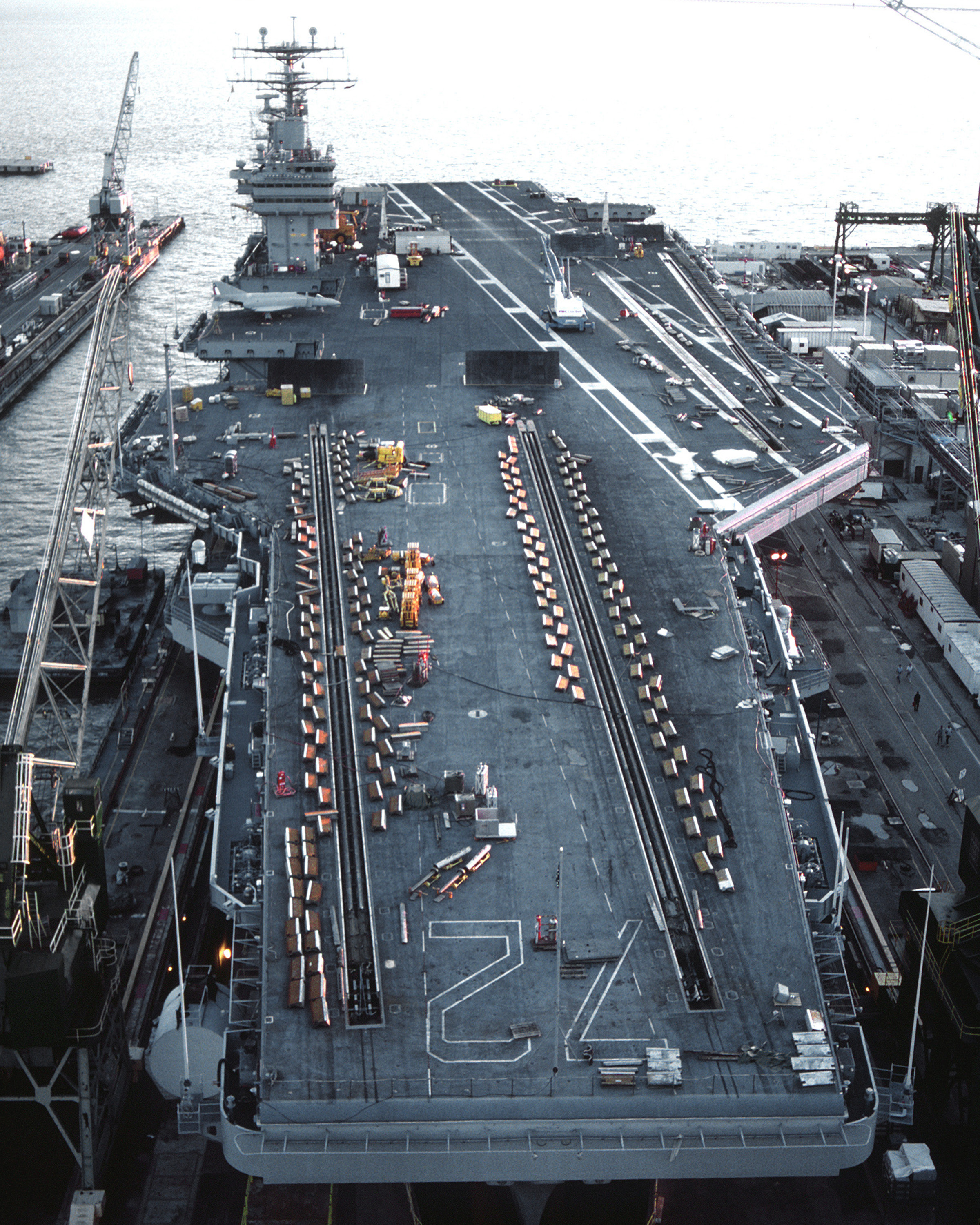
Abraham Lincoln im Trockendock, 1990

Erste Planungen für einen Flugzeugträger, der die Träger des Zweiten Weltkriegs in ihren Ausmaßen weit übertreffen sollte, einen sogenannten „Supercarrier“, wurden bereits kurz nach Kriegsende angestellt. Nach politischem Druck unter anderem der Air Force wurde der Bau der United States 1949 jedoch nur Tage nach der Kiellegung wieder abgebrochen. Nach dem Ausbruch des Koreakriegs änderte die Regierung Truman ihre Einstellung und ließ die Forrestal-Klasse auf Kiel legen, deren erste Einheit 1955 zur Flotte kam. Äußerlich ähnelte diese bereits der Nimitz-Klasse. 1961 wurde dann der erste Träger der Kitty-Hawk-Klasse in Dienst gestellt, noch im selben Jahr außerdem die Enterprise, der erste nukleargetriebene Flugzeugträger mit acht Nuklearreaktoren.
Verteidigungsminister Robert McNamara, der in den United States Army Air Forces gedient hatte und wenig Sympathien für die Navy hegte, blockierte jedoch vorerst den Bau weiterer teurer atomgetriebener Träger und setzte zwei zusätzliche ölbefeuerte Träger durch. Erst 1967 bekam die Navy die Freigabe, das bereits in der Schublade liegende Design SCB-102 zu verwenden, aus dem die Nimitz-Klasse entwickelt wurde. Dabei handelte es sich im Wesentlichen um das Konzept der direkt vorhergehenden John F. Kennedy, das auf den Einbau von nur zwei Reaktoren adaptiert wurde. Zugute kam dem Konzept, dass einerseits die Ölbunker wegfielen, andererseits durch die auf zwei verringerte Anzahl der Reaktoren massiv Platz eingespart werden konnte.
Da Ende der 1960er Jahre viele der staatseigenen Marinewerften aus dem Schiffsneubau ausgestiegen waren und sich vermehrt der Überholung der Flotte widmeten, war nur die private Newport News Shipbuilding (NNS) in Newport News, Virginia, in der Lage, die nuklear angetriebenen „Supercarrier“ zu fertigen. Zu Beginn waren drei Einheiten geplant. Als Richtschnur für die Bauzeit peilte die Navy rund vier Jahre an, ähnlich wie NNS es bei der Enterprise geschafft hatte. Der Bau wurde jedoch von Problemen geplagt, Streiks der Werftarbeiter taten ihr Übriges, die Fertigstellung der Nimitz um zwei Jahre zu verzögern. Da die Kapazitäten von NNS den Bau von zwei Trägern gleichzeitig nicht zuließen, verzögerte sich auch das Gesamtprogramm. Deshalb – und auf Grund der galoppierenden Inflation der beginnenden 1970er Jahre – stiegen neben der Bauzeit auch die Kosten. Während 1973 Kosten von unter 700 Millionen US-Dollar für jede der ersten beiden Einheiten veranschlagt worden waren, schätzte die Navy sie bis 1977 auf bis zu zwei Milliarden Dollar pro Träger.
Diese Kostensteigerung veranlasste die Regierung Carter, die Beschaffung weiterer Träger der Klasse abzulehnen und stattdessen einen gerade halb so großen Entwurf für einen konventionell getriebenen Träger unter dem Planungsnamen CVV zu bevorzugen, der bei der Navy jedoch äußerst unpopulär war. Gegen den Willen von Carter bewilligte der Kongress der Vereinigten Staaten allerdings 1980 eine vierte Einheit der Nimitz-Klasse. Die gesamte Navy und damit auch das Nimitz-Beschaffungsprogramm profitierte in der Folge stark von der Wahl Ronald Reagans, dessen Marineminister John F. Lehman das Programm „Marine der 600 Schiffe“ auflegte. Ende 1982 bekam die Navy daraus ein Nimitz-Zweierpaket, 1988 ein weiteres, womit die Klasse auf acht Einheiten angewachsen war. 1994 und 2001 wurden die letzten beiden Einheiten der Klasse genehmigt, deren Preis inzwischen bei rund 4,5 Milliarden Dollar für die Reagan und 6,3 Milliarden für die Bush lag.
Die Fertigstellung der Enterprise und der Baubeginn der Nimitz schreckten die sowjetische Marine auf. Diese besaß mit der Moskwa-Klasse lediglich zwei Flugdeckkreuzer. Verteidigungsminister Andrei Gretschko startete daraufhin 1973 das Projekt 1153 Orel, das einen den amerikanischen Einheiten ähnlichen, rund 20 % kleineren Flugzeugträger mit Nuklearantrieb zum Ziel hatte. Nach dem Tod Gretschkos 1976 beendete sein Nachfolger Dmitri Ustinow das Projekt jedoch bald, stattdessen wurden der Flotte ab 1975 lediglich die vier weit kleineren Träger der Kiew-Klasse hinzugefügt. Kurz vor Ende des Kalten Krieges startete die Sowjetunion den zweiten Versuch, nukleargetriebene Flugzeugträger zu bauen. 1988 wurde die der Orel recht ähnliche Uljanowsk auf Kiel gelegt, ein zweiter Träger sollte folgen. Nach dem Untergang der Sowjetunion wurde der Bau jedoch 1992 abgebrochen. Der größte sowjetische/russische Träger ist somit seit 1991 die konventionell angetriebene Admiral Kusnezow.

### Schiffe
| Name                 | Kennung | Auftrags- vergabe | Kiellegung    | Stapellauf    | Indienst- stellung | Überholung (RCOH) | Außerdienststellung | Heimathafen                                   |
| -------------------- | ------- | ----------------- | ------------- | ------------- | ------------------ | ----------------- | ------------------- | --------------------------------------------- |
| Nimitz               | CVN-68  | 31. März 1967     | 22. Juni 1968 | 13. Mai 1972  | 3. Mai 1975        | 1998–2001         | Mai 2026 (geplant)  | Naval Base Kitsap, Bremerton, WA              |
| Dwight D. Eisenhower | CVN-69  | 29. Juni 1970     | 15. Aug. 1970 | 11. Okt. 1975 | 18. Okt. 1977      | 2001–2005         |                     | Naval Station Norfolk, Norfolk, VA            |
| Carl Vinson          | CVN-70  | 5. Apr. 1974      | 11. Okt. 1975 | 15. März 1980 | 13. März 1982      | 2005–2009         |                     | Naval Air Station North Island, San Diego, CA |
| Theodore Roosevelt   | CVN-71  | 30. Sep. 1980     | 31. Okt. 1981 | 27. Okt. 1984 | 25. Okt. 1986      | 2009–2013         |                     | Naval Air Station North Island, San Diego, CA |
| Abraham Lincoln      | CVN-72  | 27. Nov. 1982     | 3. Nov. 1984  | 13. Feb. 1988 | 11. Nov. 1989      | 2013–2017         |                     | Naval Station Norfolk, Norfolk, VA            |
| George Washington    | CVN-73  | 27. Dez. 1982     | 25. Aug. 1986 | 21. Juli 1990 | 4. Juli 1992       | 2017–2023         |                     | Naval Station Norfolk, Norfolk, VA            |
| John C. Stennis      | CVN-74  | 30. Juni 1988     | 13. März 1991 | 13. Nov. 1993 | 9. Dez. 1995       | 2021–             |                     | Naval Base Kitsap, Bremerton, WA              |
| Harry S. Truman      | CVN-75  | 30. Juni 1988     | 29. Nov. 1993 | 7. Sep. 1996  | 25. Juli 1998      | 2024->            |                     | Naval Station Norfolk, Norfolk, VA            |
| Ronald Reagan        | CVN-76  | 12. Aug. 1994     | 12. Feb. 1998 | 10. März 2001 | 12. Juli 2003      |                   |                     | Yokosuka Naval Base, Yokosuka, Japan          |
| George H. W. Bush    | CVN-77  | 26. Feb. 2001     | 19. Mai 2003  | 9. Okt. 2006  | 10. Jan. 2009      |                   |                     | Naval Station Norfolk, Norfolk, VA            |

### Bau

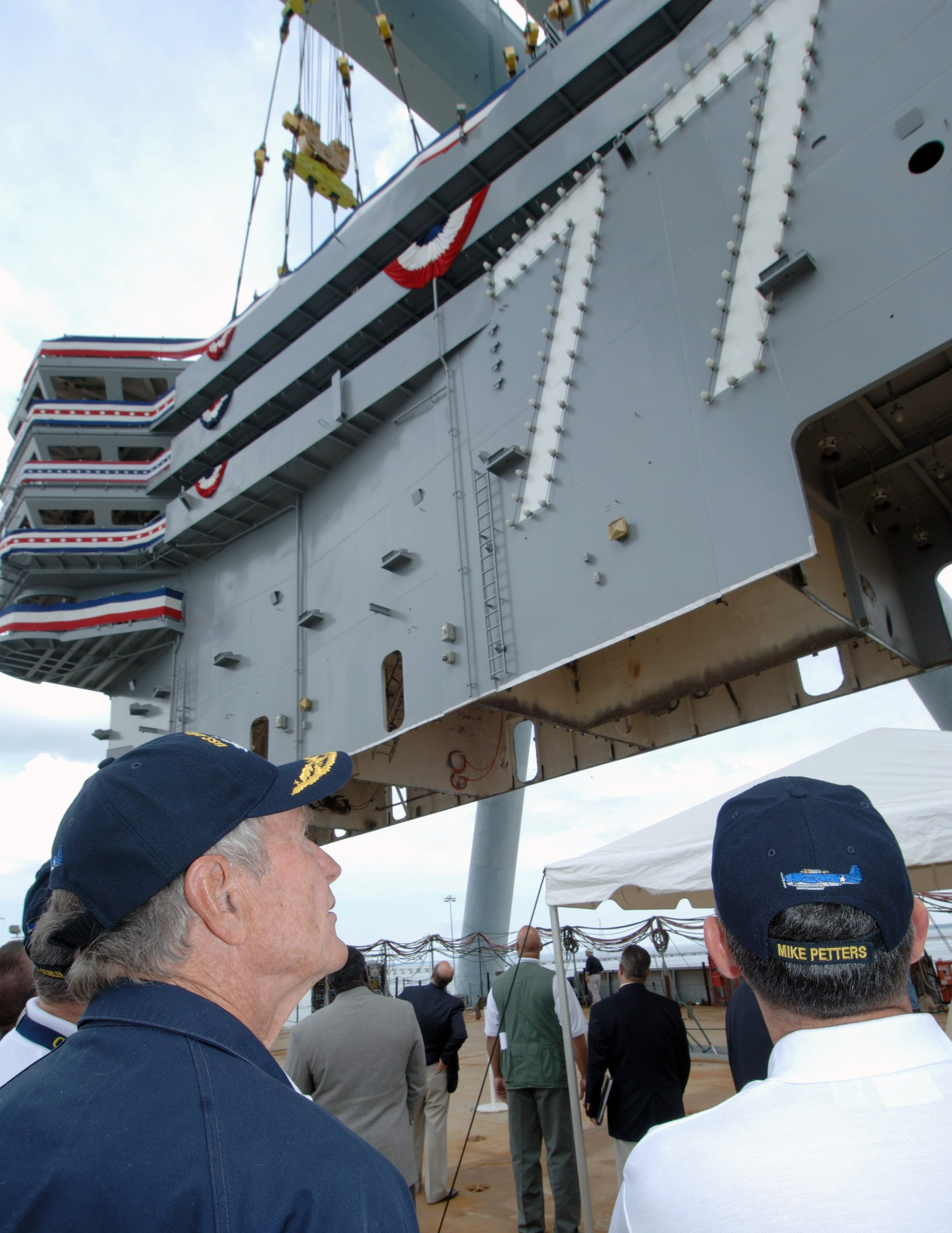
Die Insel wird auf das Deck der George H. W. Bush gehoben

Alle Träger wurden im größten Trockendock des amerikanischen Kontinentes gebaut, dem 670 Meter langen Trockendock 12 von Newport News Shipbuilding. Dabei kann das Dock zweigeteilt werden, wodurch im vorderen Teil ein weiteres Schiff gefertigt werden kann. Der Bau eines Trägers der Klasse beginnt bereits einige Monate vor der Kiellegung mit dem Setzen der Beton- und Holzblöcke, auf die der Kiel aufgesetzt wird, sowie dem Zuschnitt erster Metallteile. Nach der Kiellegung bleiben der Werft rund 33 Monate, bis das Schiff „vom Stapel laufen“ wird. Allerdings schlittern die Träger nicht mehr tatsächlich über die Helling ins Wasser, wie der traditionelle Begriff des Stapellaufs nahelegt. Stattdessen wird das Trockendock geflutet, wodurch das Schiff aufschwimmt.
Die Träger werden in Modulbauweise gefertigt. Das bedeutet, dass ganze Sektionen längs des Trockendocks zusammengeschweißt und so weit wie möglich mit allen Rohrleitungen und ähnlichem ausgestattet werden. Dieses ursprünglich von Litton-Ingalls entwickelte Verfahren beschleunigt viele Arbeiten, da sie nicht in der Enge des bereits fertigen Rumpfes durchgeführt werden müssen. Von Portalkränen werden die Module, „Superlifts“ genannt, dann ins Trockendock gehoben und dort verschweißt. Diese Module wiegen, wie zum Beispiel der Bug, über 680 Tonnen. Insgesamt wird ein Träger aus rund einhundert dieser Superlifts zusammengesetzt. Zu den größten Teilen gehören der Bugbereich und das „Insel“ genannte Deckshaus.
Es ist allerdings nicht möglich, einen Träger der Nimitz-Klasse komplett im Trockendock zu fertigen. Das Trockendock kann nur auf zehn Meter geflutet werden, und auch der Kanal zur Werft bietet nur begrenzten Raum. Der Tiefgang eines voll ausgerüsteten Trägers ist jedoch etwas größer. Darum wird der Träger so früh wie möglich vom Stapel gelassen und – unter Beachtung der Tide – an ein Tiefwasserpier von NNS am James River geschleppt, wo die weitere Ausrüstung des Rumpfes stattfindet. Dafür werden pro Schicht bis zu 2600 Werftarbeiter auf einem Träger eingesetzt. Nach der Ausrüstung führt die Werft eigene Probefahrten durch, danach nimmt die Navy das Schiff ab und damit in Besitz. Nach Testfahrten der Navy geht der Träger noch einmal in die Werft, in der die letzten gefundenen Probleme beseitigt werden. Erst danach folgt die Indienststellung.
Für den Bau werden über die gesamte Zeit rund 40 Millionen Personenstunden aufgewendet.

### Namensgebung
Die erste Einheit und damit traditionsgemäß auch die Klasse sind nach Admiral Chester W. Nimitz benannt, der die US Navy im Pazifikkrieg geführt hat. Sämtliche folgenden Träger wurden nach Politikern benannt. Neben den Präsidenten Eisenhower, Roosevelt, Lincoln, Washington, Truman, Reagan und Bush senior wurde zwei Kongressabgeordneten die Ehre zuteil, Namenspatron eines Trägers dieser Klasse zu sein. Das sind Carl Vinson, Abgeordneter aus Georgia, und John C. Stennis, Senator aus Mississippi. Beide hatten sich in besonderer Weise für den Ausbau der Marine starkgemacht.
Bei vier der Einheiten (Carl Vinson, John C. Stennis, Ronald Reagan und George H. W. Bush) wurde mit der Tradition der US Navy gebrochen, Schiffe nur nach verstorbenen Personen zu benennen.

### Modernisierungen

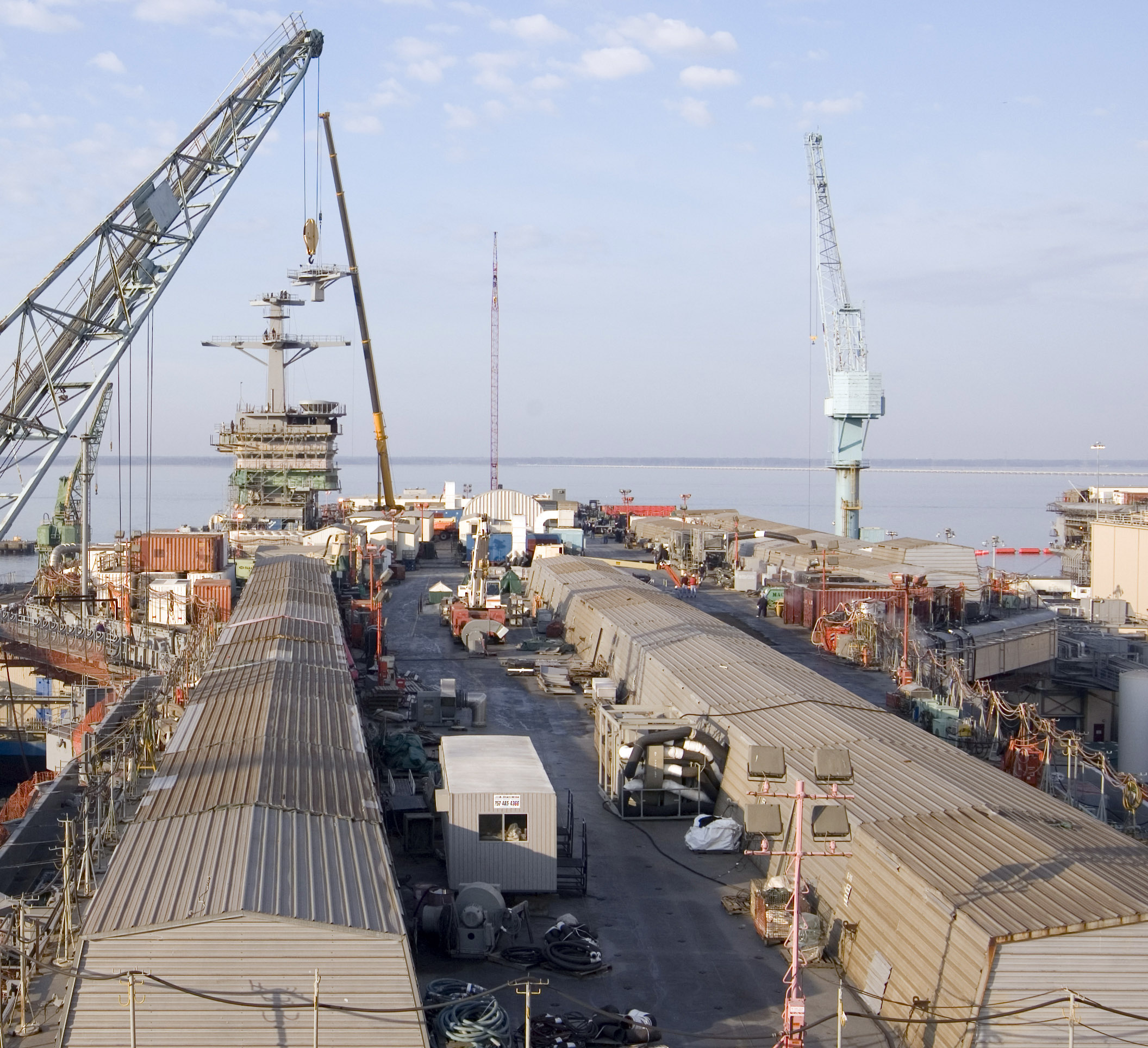
Blick auf das Flugdeck der Carl Vinson während einer Überholung (RCOH)

Schon aufgrund des zeitlichen Abstandes zwischen der ersten und der letzten Einheit der Klasse wurden technische Neuerungen in die im Bau befindlichen Einheiten integriert. Eine erste größere Veränderung ergab sich ab der Theodore Roosevelt. Diese erhielten zum Beispiel verstärkte Kevlar-Panzerungen im Rumpf. Modernere Bewaffnung wurde auf den letzten beiden Trägern von Werk an installiert, ebenso kleinere Veränderungen an Rumpf und Insel. Wesentliche Veränderungen erfuhr über die genannten Details hinaus die George H. W. Bush, die als eine Art Technologiedemonstrator für die nachfolgende Klasse von Flugzeugträgern dienen soll.
Auf älteren Trägern werden die kleineren Modernisierungen im Zuge der regelmäßig stattfindenden Überholungen nachgerüstet. Diese nehmen für gewöhnlich weniger als zwölf Monate in Anspruch und können auf mehreren Werften durchgeführt werden, teilweise auch auf den staatseigenen. So werden im Pazifik stationierte Einheiten regelmäßig in der Puget Sound Naval Shipyard modernisiert.

#### RCOH
Zusätzlich zu diesen kürzeren Werftliegezeiten muss jeder der Träger einmal in seiner Dienstzeit zu einer wesentlich umfassenderen Überholung, dem sogenannten Refueling and Complex Overhaul (RCOH), zurück in die Bauwerft nach Newport News. Als Halbzeitüberholung findet sie nach rund 25 Einsatzjahren statt, sie dauert etwa vier Jahre. Während dieser Überholung wird der Kernbrennstoff der Reaktoren erneuert, damit auch in der zweiten „Lebenshälfte“ genug spaltbares Material für den Betrieb der Reaktoren vorhanden ist. Viele Räume werden modernisiert, auch äußerliche Arbeiten an der Insel finden statt. Außerdem wird der gesamte Rumpf neu gestrichen, ferner werden die Propeller und Ruder aufbereitet.
Ein Flugzeugträger liegt jeweils bei Newport News Shipbuilding, wo die Arbeiten durchgeführt werden; je Schiff kostet das etwa zwei Milliarden Dollar für über 20 Millionen Personenstunden. Mittlerweile hat die Hälfte der Nimitz-Träger die Überholung hinter sich.

### Betrieb

#### Dienstzeit
| Die zur Anzeige dieser Grafik verwendete Erweiterung wurde dauerhaft deaktiviert. Wir arbeiten aktuell daran, diese und weitere betroffene Grafiken auf ein neues Format umzustellen. (Mehr dazu) |

Parallel mit dem Eintritt der Nimitz in die Flotte 1975 wurden die letzten Weltkriegsträger der Essex-Klasse der aktiven Kampfverbände außer Dienst gestellt. Damit bestand die Flugzeugträgerflotte der US Navy Ende 1976 noch aus den drei Einheiten der Midway-Klasse, den vier Forrestals, den vier Kitty Hawks, der Enterprise und eben der Nimitz. Die Dwight D. Eisenhower ersetzte 1977 die Franklin D. Roosevelt der Midway-Klasse, 1982 kam die Carl Vinson zur Flotte und erhöhte die Größe der Trägerflotte auf 14. Während der letzten Jahre des Kalten Krieges besaß die Navy nach dem Zugang der Theodore Roosevelt im Jahre 1986 also 15 Trägerkampfgruppen.
Da in den 1990er Jahren die beiden verbliebenen Midways sowie alle vier Forrestals und eine Kitty Hawk deaktiviert wurden, aber (seit 1989) nur vier Nimitz-Träger hinzukamen, sank die Zahl der aktiven Träger auf zwölf. Die Constellation wurde 2003 durch die Ronald Reagan ersetzt, der verfrühte Abgang der John F. Kennedy 2007 konnte jedoch nicht aufgewogen werden; die Zahl der in Dienst befindlichen Trägerkampfgruppen sank auf elf. 2009 wurde die Kitty Hawk außer Dienst gestellt und durch die George H. W. Bush ersetzt. Nach der vorzeitigen Außerdienststellung der Enterprise am 1. Dezember 2012 umfasste die Trägerflotte noch die zehn Nimitz-Einheiten, von denen nur neun einsatzbereit sind, weil immer eine Einheit zur Halbzeitüberholung in der Werft ist.
Nachfolger der Nimitz-Klasse ist die Gerald-R.-Ford-Klasse. Deren erste Einheit, die Gerald R. Ford (CVN-78), wurde am 22. Juli 2017 in Dienst gestellt und ersetzt die stillgelegte Enterprise, um die Zahl der einsatzbereiten Träger wieder auf zehn zu erhöhen. Zwei weitere Einheiten sollen 2022[veraltet] bzw. 2027 die Nimitz bzw. die Dwight D. Eisenhower ablösen. Insgesamt ist es geplant, die Schiffe der Nimitz-Klasse im Fünfjahrestakt eins-zu-eins gegen Träger der Gerald-R.-Ford-Klasse auszutauschen.

#### Einsatzgrundlagen
Von den zehn Trägern der Klasse waren im April 2017 fünf im Pazifik und vier im Atlantik stationiert, einer (Abraham Lincoln) liegt zur Halbzeit-Überholung in der Werft. Während alle Atlantik-Einheiten (Dwight D. Eisenhower, Harry S. Truman, George H. W. Bush, Theodore Roosevelt) ihren Heimathafen in der Naval Station Norfolk haben, sind die Pazifik-Schiffe auf fünf Basen, die Naval Station Everett (Nimitz), die Naval Base San Diego (George Washington), die Naval Air Station North Island (Carl Vinson), die Naval Base Kitsap (John C. Stennis), und die US-Basis in Yokosuka, Japan (Ronald Reagan), verteilt.
Die Gesamtkosten für Betrieb und Unterstützung eines Trägers der Nimitz-Klasse nach dem Dollar-Wert von 1997 belaufen sich über die gesamte Dienstzeit auf fast 15 Milliarden Dollar. Bei der angenommenen 50-jährigen Dienstzeit kostet der Betrieb eines Trägers pro Jahr damit knapp 300 Millionen Dollar. Eingerechnet werden neben den Personal- auch die Trainings-, Treibstoff-, Unterhalts- und Modernisierungskosten, nicht aber die Kosten für die RCOH und den Kernbrennstoff. Inklusive RCOH, Bau und Entsorgung kostet ein Träger den amerikanischen Steuerzahler insgesamt rund 22 Milliarden Dollar oder 444 Millionen Dollar pro Jahr.
Die Kosten variieren stark zwischen Hafenliegezeiten und Einsätzen. Während der Betrieb inklusive Sold im Hafen rund 250.000 Dollar pro Tag kostet, liegt der Satz pro Tag auf See bei rund 2,5 Millionen Dollar.

#### Ausgeführte Einsätze

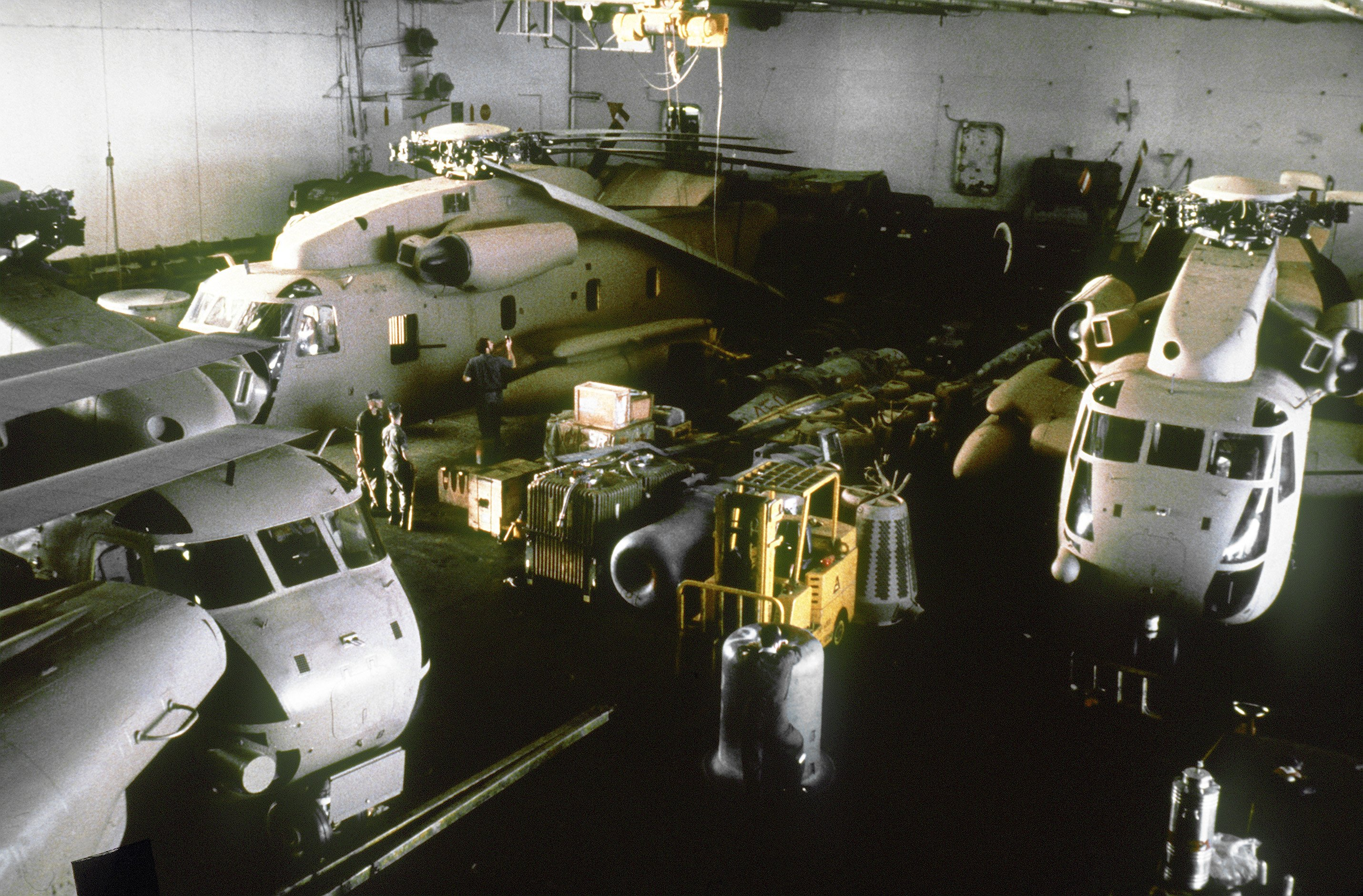
1980 werden Helikopter im Hangar der Nimitz für die Operation Eagle Claw bereit gemacht

Der erste offensive Einsatz eines Trägers der Nimitz-Klasse war die fehlgeschlagene Operation Eagle Claw, in der 1980 vom Typschiff Nimitz Helikopter aufstiegen, um die Geiselnahme von Teheran zu beenden. Später wurde die Nimitz durch ihr Schwesterschiff Dwight D. Eisenhower abgelöst. Erste Luftsiege erzielten Trägerflugzeuge der Nimitz 1981, als zwei F-14 zwei libysche Suchoi Su-22 über der Großen Syrte abschossen. Diese hatten die F-14 angegriffen.
Träger der Klasse werden seitdem regelmäßig offensiv im Persischen Golf eingesetzt, 1988 erst in der Operation Earnest Will, dann im Zweiten Golfkrieg und im Laufe der 1990er Jahre in der Operation Southern Watch, in der die Flugzeuge die Flugverbotszone über dem Irak überwachten. Auch die letzten Kriege in Afghanistan und dem Irak wären ohne die Unterstützung der schwimmenden Flughäfen kaum durchführbar gewesen.
Unter anderem zum Schutz von Taiwan wird immer wieder ein Träger in die Region um die Insel geschickt. Dass die Nimitz Ende 1995 die Formosastraße zwischen dem Festland und der Insel als Reaktion auf das Wiederaufflammen des Taiwan-Konflikts durchquert hat, wurde als ernsthafte Drohung gegen die Volksrepublik aufgefasst. Nur drei Monate später wurde der Träger aus dem Persischen Golf abgezogen und erreichte nach zwei Wochen Fahrt wieder die Gewässer um Taiwan, nachdem die Volksrepublik Raketentests in Richtung der Insel durchgeführt hatte. Chinesische Politiker warnten die USA daraufhin, den Träger nicht erneut in die Straße einlaufen zu lassen, was die Navy jedoch zurückwies. Auch zur Präsidentschaftswahl im März 2008 wurde die Nimitz in der Region eingesetzt.
Die Träger können auch für humanitäre Aufgaben eingesetzt werden. 1991 unterstützte die Abraham Lincoln die Evakuierung des Gebiets um den ausbrechenden Vulkan Pinatubo auf den Philippinen und brachte Tausende amerikanische Staatsbürger in Sicherheit. Nach dem Seebeben im Indischen Ozean 2004 wurde wieder die Abraham Lincoln vor die Küste von Sumatra geschickt. Auch nach dem Hurrikan Katrina war der Träger Harry S. Truman vor der Golfküste, um die Hilfsmaßnahmen für die Bevölkerung per Helikopter zu unterstützen. Besonders wertvoll waren dabei die Frischwassererzeugeranlagen an Bord, die große Mengen Frischwasser produzieren können.

## Technik

### Rumpf

#### Maße und Decksaufteilung

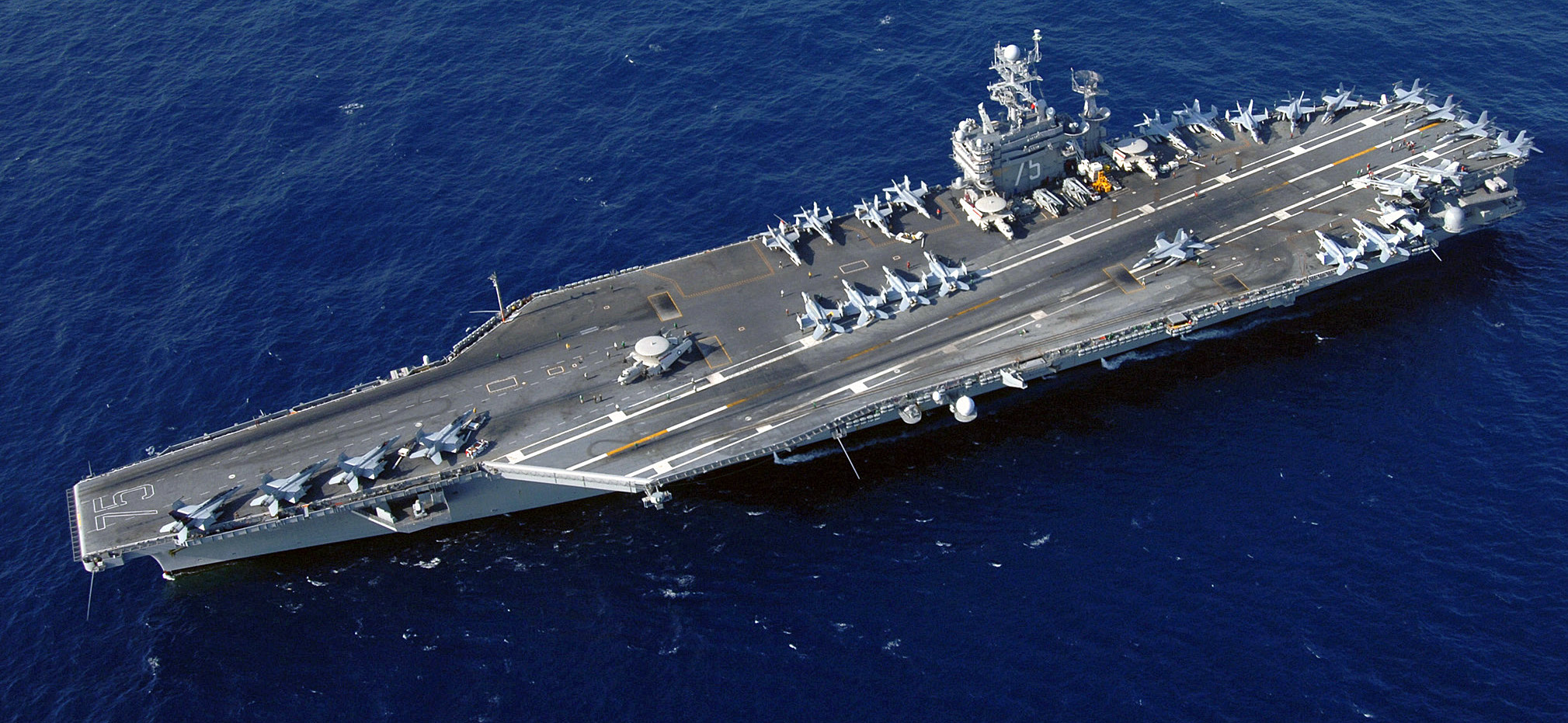
Der Blick von oben auf die Harry S. Truman verdeutlicht die Ausmaße des Trägers

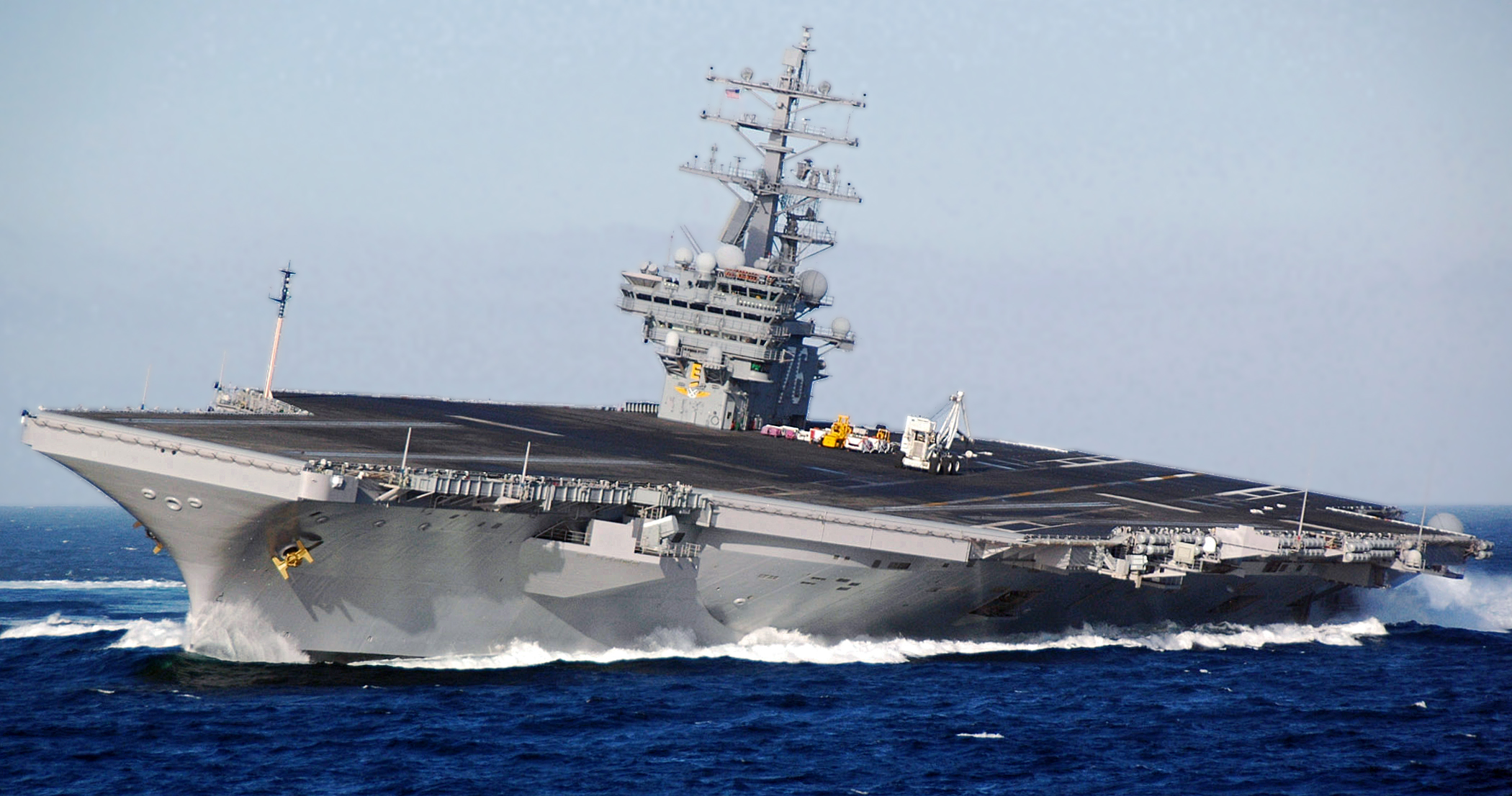
Die Ronald Reagan krängt während Rudertests nach Backbord

Die Schiffe der Nimitz-Klasse sind an der Wasserlinie 317 Meter lang, der Rumpf ist 40,8 Meter breit. Da sich das Flugdeck über den Rumpf hinaus spannt, messen die Träger an ihrer breitesten Stelle 76,8 Meter, die Länge über alles, also inklusive Flugdeck, liegt bei 333 Metern. Der Tiefgang beträgt voll beladen rund 12,5 Meter. Mit einer Verdrängung von mehr als 97.000 tn.l. sind die Einheiten die größten Kriegsschiffe der Welt. Der Rumpf ist ebenso wie die Aufbauten komplett aus Stahl gefertigt. Sämtliche Rumpfteile, die sich bei Fahrt unter Wasser befinden und damit der Gefahr von Torpedotreffern ausgesetzt sind, bestehen aus einer doppelten Bordwand mit Freiräumen zwischen den Stahlschichten, um möglichst viel von der Druckwelle eines explodierenden Sprengkopfes zu absorbieren. Darüber besteht der Rumpf aus einfachem Stahl, der mit Kevlar gepanzert ist. Über dem Flugdeck liegt lediglich noch das Deckshaus, genannt Insel, das sich im hinteren Drittel an Steuerbord befindet.
Bei der letzten Einheit, George H. W. Bush, sind viele Kanten, unter anderem die des Flugdecks, abgerundet, um die Radarrückstrahlfläche des Trägers zu reduzieren. Zur Verringerung des Wasserwiderstandes besitzen die beiden letzten Träger (neben der Bush also auch die Ronald Reagan) außerdem einen Wulstbug.
Ganz unten im Rumpf sind außer den beiden Reaktoren auch die Maschinenanlagen sowie zahlreiche Munitions- und Treibstoffbunker installiert. Das bietet einerseits den Vorteil, dass der betreffende Rumpfteil immer von Wasser umflutet und damit für Seezielflugkörper nicht direkt erreichbar ist. Andererseits nimmt auch die Stabilität der Schiffe zu, da Topplastigkeit vermieden wird.
Auf Trägern gibt es ein spezielles Schema für die Decksbenennung. Die über den Maschinenräumen liegenden Decks werden bis zum Hangar heruntergezählt. Von unten folgen das Fourth Deck, auf dem sich unter anderem die Hilfsmaschinen befinden, das Third Deck, das neben weiteren Maschinenräumen Kombüse und Aufenthaltsräume sowie die medizinischen Einrichtungen beherbergt, und das Second Deck, auf dem unter anderem Werkstätten und Büros sowie die Messen untergebracht sind. Die Wasserlinie verläuft im Einsatz zwischen Third und Second Deck. Darüber schließt sich das Main Hangar Deck an, das den gesamten Mittelteil des Schiffes in Anspruch nimmt. Lediglich in den Überhängen zum Flugdeck befinden sich neben dem Hangar noch weitere Räumlichkeiten. Auf dem Main Deck liegen dort die Betankungsanlagen und weitere Werkstätten.
Über dem Hangar, der drei Decks einnimmt, werden die Decks nun hochgezählt. Es folgt das 01 Deck mit weiteren Lagern und Werkstätten, das 02 Deck mit sämtlichen Räumen für den Flaggoffizier und seinen Stab sowie das Gallery Deck (03), das wieder durchgehend die gesamte Breite einnimmt. Hier sind unter anderem die Staffelräume für Aufenthalt und Briefings des fliegenden Personals sowie wiederum Lager und Werkstätten beheimatet. Außerdem befindet sich hier das Combat Information Center, die Operationszentrale des Schiffs, sowie weitere Kontrollstationen etwa für die Aufklärungsdaten.
Die Quartiere der Besatzung sind über das gesamte Schiff verteilt.

#### Flugdeck und Hangar

Animation der Starts und Landungen an Bord der Dwight D. Eisenhower

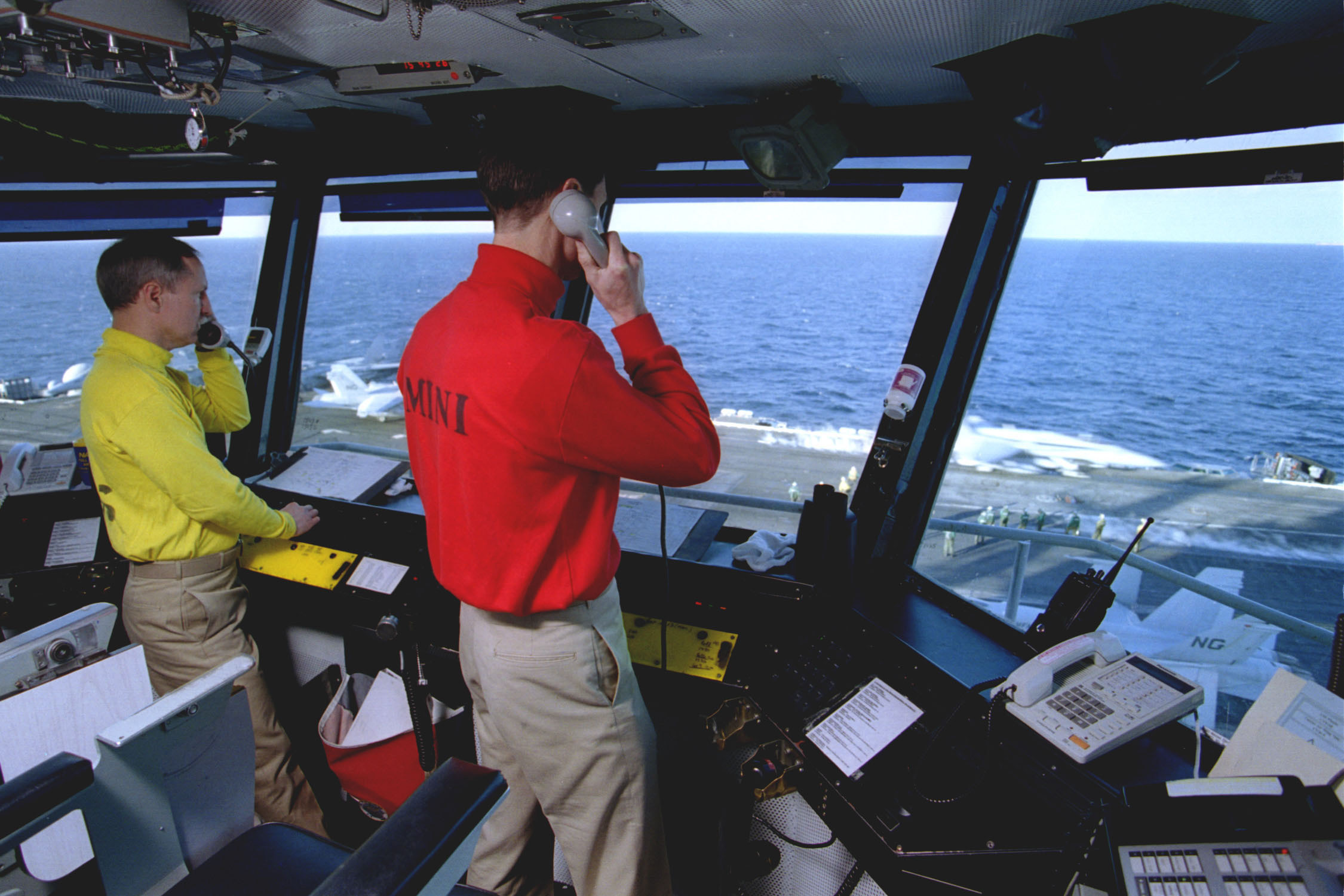
Kontrollraum des „Air Boss“, der für alle Flugzeugbewegungen auf dem Flugdeck und in der Nähe des Trägers verantwortlich ist

Das Flugdeck ist 333 Meter lang und an seiner breitesten Stelle 76 Meter breit, die Gesamtfläche beträgt 18.000 m². Es ist als Winkelflugdeck angelegt, das heißt, es besitzt neben einer Startbahn entlang der Mittelachse des Schiffs über den Bug eine weitere Start- und Landebahn, die zur Längsachse um 9° 3′ nach links abgewinkelt ist. Dadurch können gleichzeitig Flugzeuge über den Bug starten und auf dem Winkeldeck starten und landen. Jeder Träger besitzt vier dampfgetriebene Flugzeugkatapulte, je zwei für die abgewinkelte Start- und Landebahn und die Startbahn über den Bug. Die Katapulte sind von Steuerbord aus von 1 bis 4 durchnummeriert. Die Katapulte werden aus zwei Integrated Catapult Control Stations gesteuert. Diese ICCS sind in das Flugdeck eingelassene, versenkbare Kapseln, die auf den Trägern der Klasse erstmals eingesetzt wurden.
Quer über die Landebahn sind vier Fangseile gespannt, in die der landende Pilot mit einem am Heck seines Flugzeugs angebrachten Fanghaken einhaken muss, um das Flugzeug auf höchstens 120 Metern zum Stehen zu bringen. Damit der Träger, besonders in Multi-Carrier-Verbänden, aus der Luft identifiziert werden kann, ist die Kennnummer im Bugbereich großformatig auf dem Flugdeck angebracht. Die abgewinkelte Landebahn ist ebenfalls markiert.
Der Hangar hat eine Länge von 208 Metern, ist 33 Meter breit und drei Decks, also 7,6 Meter hoch. Er ist ein einziger Raum, kann aber durch drei Schiebeflügeltüren unterteilt werden, was unter anderem hilft, mögliche Brände einzudämmen. Achtern des Hangars sind Werkstätten und Teststände für die Triebwerke eingerichtet, vor dem Hangar befinden sich die Back, in der sich unter anderem die Ankerspillen für die beiden jeweils 30 Tonnen schweren Anker und die je 140 Tonnen schweren, 330 Meter langen Ankerketten befinden.
Im Hangar können maximal 50 bis 60 Flugzeuge untergebracht werden, weshalb auf einer Einsatzfahrt oft auch Flugzeuge an Deck geparkt werden müssen. Mit dem Flugdeck ist der Hangar über vier Aufzüge verbunden. Deren Öffnungen lassen bei gutem Wetter Tageslicht in den Hangar, bei Regen oder Wind werden sie geschlossen. Die Aufzüge – es befinden sich zwei an Steuerbord vor der Insel und einer dahinter sowie ein weiterer an Backbord auf Höhe des achteren Steuerbordaufzugs – sind komplett aus Aluminium gefertigt, um Gewicht einzusparen und die Nutzlast zu erhöhen.

#### Insel

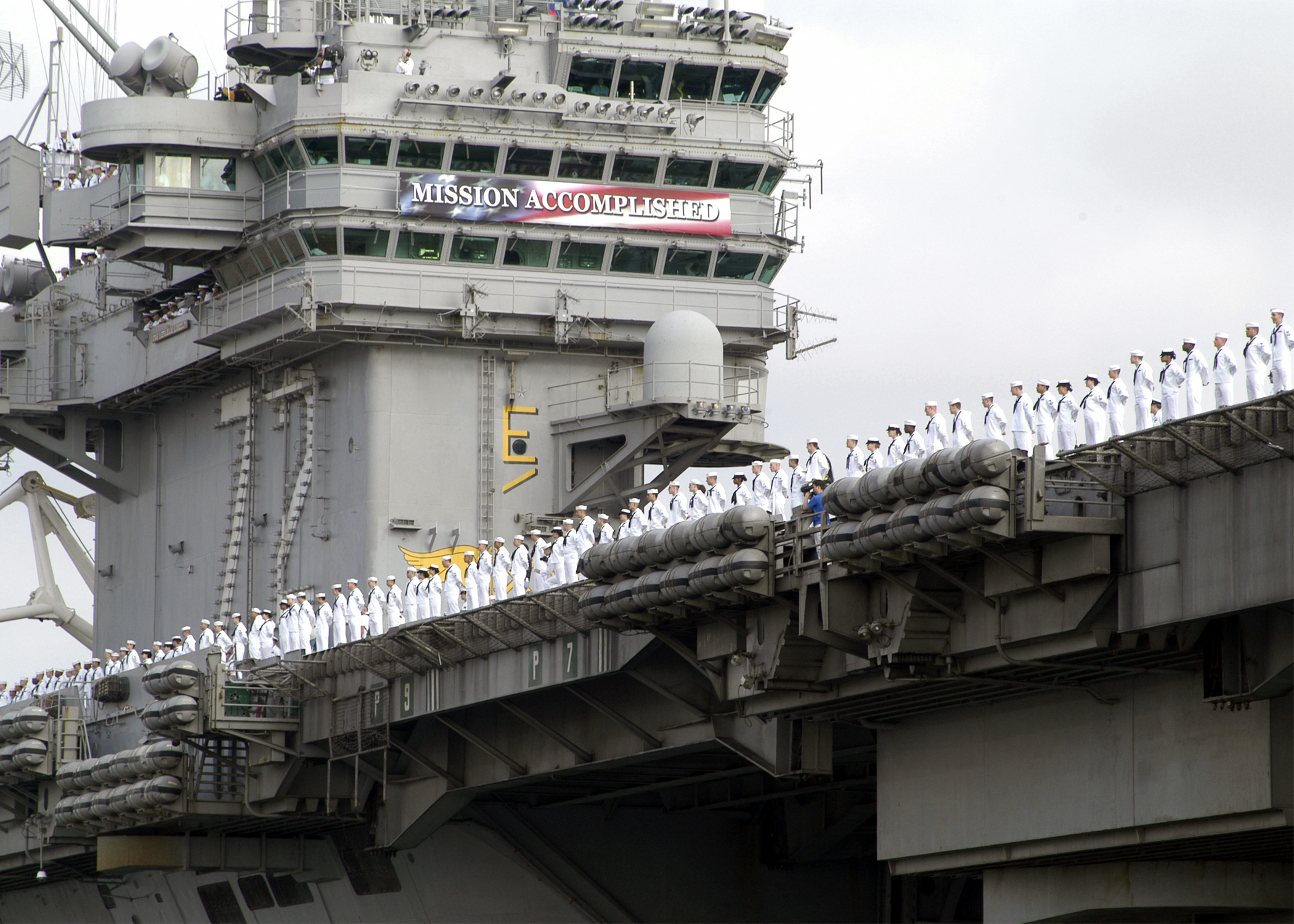
Blick auf die drei Brücken der Abraham Lincoln

Die Insel ist das einzige Deckshaus und die einzige wesentliche Struktur, die sich über das Flugdeck erhebt. Außerdem dient die Insel als Träger für den Antennenwald: Ein Großteil der Elektronik ist auf ihr installiert, da sie so dem Flugbetrieb nicht im Weg ist und zusätzlich den höchsten möglichen Standort bekommt. Die Insel ist bezüglich ihrer Höhe über der Wasseroberfläche etwa mit einem 23-stöckigen Hochhaus zu vergleichen.
In der Insel wird die numerische Decksbenennung von der Hangarebene an aufwärts weitergeführt. Das 08 Deck ist die Brücke des Verbandsführers, also des Admirals, der das Kommando über die gesamte Kampfgruppe innehat. Darüber befindet sich die nautische Brücke, auf der der Kommandant des Flugzeugträgers sitzt und die Bewegungen seines Schiffes kontrolliert. Ebenso befinden sich hier der Kartentisch zur Navigation und der Ruderstand. Wiederum darüber auf dem 10 Deck, also sieben Stockwerke über dem Flugdeck, befindet sich die Hauptflugkontrolle, auf der der „Air Boss“ das Kommando hat. Von hier aus hat die Besatzung die beste Aussicht über das Flugdeck, hier werden Starts und Landungen sowie Flugzeugbewegungen im Luftraum um den Träger koordiniert. Außerdem liegt auf dieser Ebene der „Geierhorst“, eine Freiluftterrasse mit freiem Blick auf das gesamte Flugdeck. Im Rahmen der Halbzeitüberholung wird die Höhe der Insel um zwei Stockwerke verkleinert, das geschieht ebenfalls aus Gründen der Tarnung, da sie so weniger Rückstrahlfläche bietet.
Auch die Insel ist beidseitig mit der beleuchtbaren Kennnummer markiert.

### Bordeigene Luftfahrzeuge

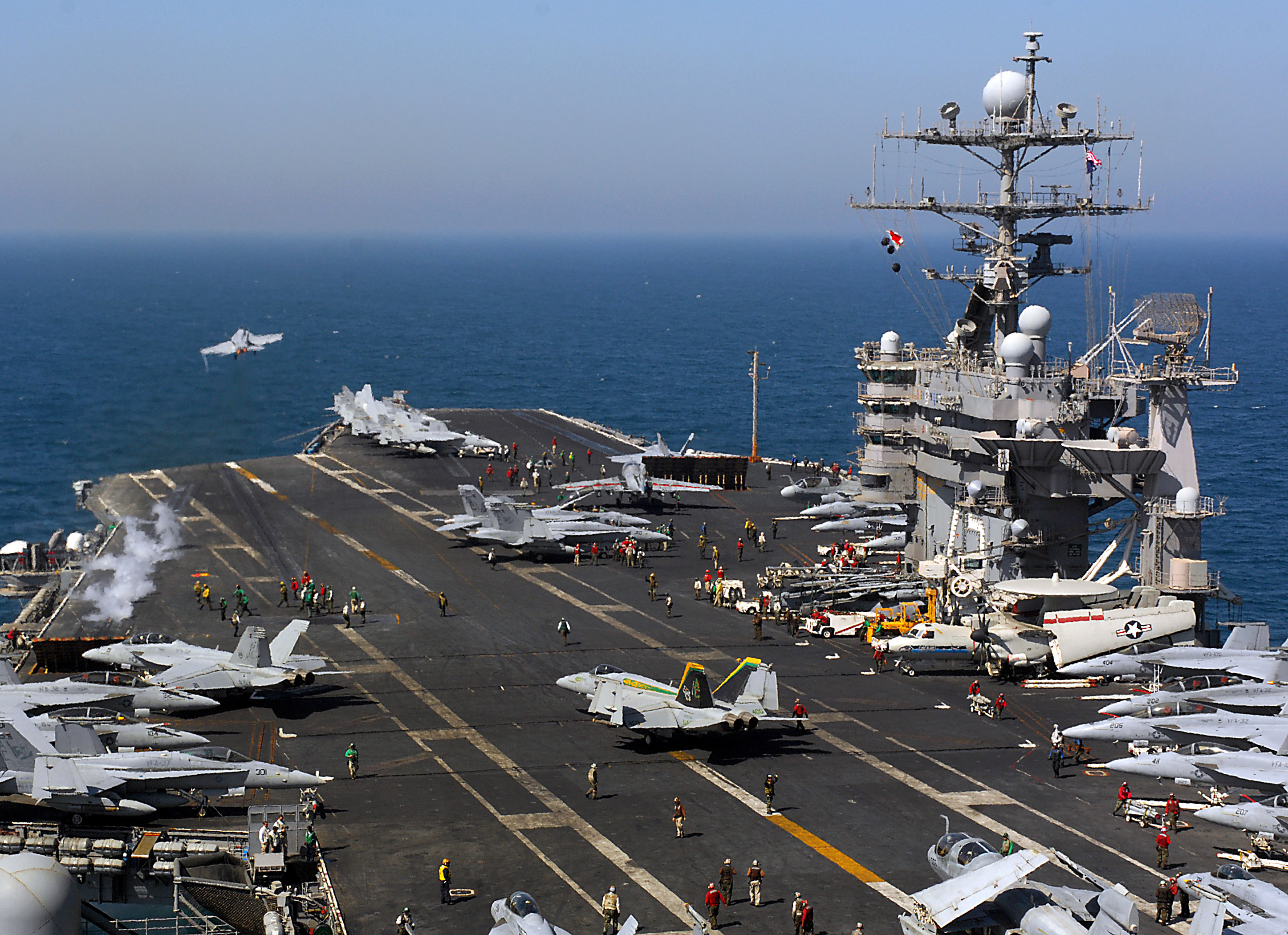
Der Blick auf das Flugdeck der Harry S. Truman zeigt die verschiedenen verwendeten Typen

Jeder Träger der Klasse kann rund 85 Fluggeräte – Starr- wie Drehflügler – aufnehmen. Häufig sind jedoch nur 60 bis 72 Fluggeräte an Bord. Diese sind in einem Carrier Air Wing organisiert und teilen sich in mehrere Staffeln auf. An Bord befindet sich genug Kerosin, um 16 Tage ununterbrochen Flugoperationen durchzuführen. Für eine Verlängerung der Einsatzdauer können die Träger auf hoher See Kerosin von Begleitschiffen übernehmen.
Bis zu vier Staffeln, also 48 Flugzeuge oder rund die Hälfte der maximalen Kapazität, bestehen aus verschiedenen Versionen der McDonnell Douglas F/A-18 Hornet. Üblicherweise handelt es sich dabei jeweils zur Hälfte um F/A-18 A/B/C/D Hornet und F/A-18 E/F Super Hornet, die größer und leistungsfähiger sind. Der Anteil der F/A-18-Versionen ist derzeit jedoch im Steigen begriffen. Bis 2009 fiel die Lockheed S-3 Viking für U-Jagd und Luftbetankung komplett weg; während die Tank-Komponente an die F/A-18 E/F Super Hornet abgegeben wurde, stehen für die U-Jagd nun nur noch Helikopter und Schiffe zur Verfügung. Gleichzeitig hat auch der Ersatz der Grumman EA-6 (elektronische Kampfführung) durch die EA-18 Growler, eine Super-Hornet-Variante, begonnen. Nach Vollendung können sich pro Träger bis zu 60 F/A-18 an Bord befinden. Allerdings sollen die F/A-18 A/B/C/D Hornet voraussichtlich ab 2018 ihrerseits durch Lockheed Martin F-35C Lightning II ersetzt werden.
Bis 2006 waren neben den Hornet auch häufig Jäger des Typs Grumman F-14 Tomcat an Bord, um 2000 normalerweise noch eine Staffel. Während des Kalten Krieges waren außerdem eine Staffel Grumman A-6 Intruder und bis zu zwei Staffeln Vought A-7 Corsair II für leichte Bombardierungen an Bord.
Neben den Tankern trägt jede Nimitz außerdem eine Staffel von vier Frühwarnflugzeugen Grumman E-2C Hawkeye und bis zu zehn Hubschrauber der Typen Sikorsky SH-60F Seahawk oder HH-60H Seahawk. Diese dienen unter anderem der Combat Search and Rescue und der U-Jagd sowie schnellem Personaltransfer innerhalb der Kampfgruppe. Transportflüge an oder von Land, so genannte Carrier Onboard Delivery, werden von der Grumman C-2 Greyhound durchgeführt.

### Antrieb

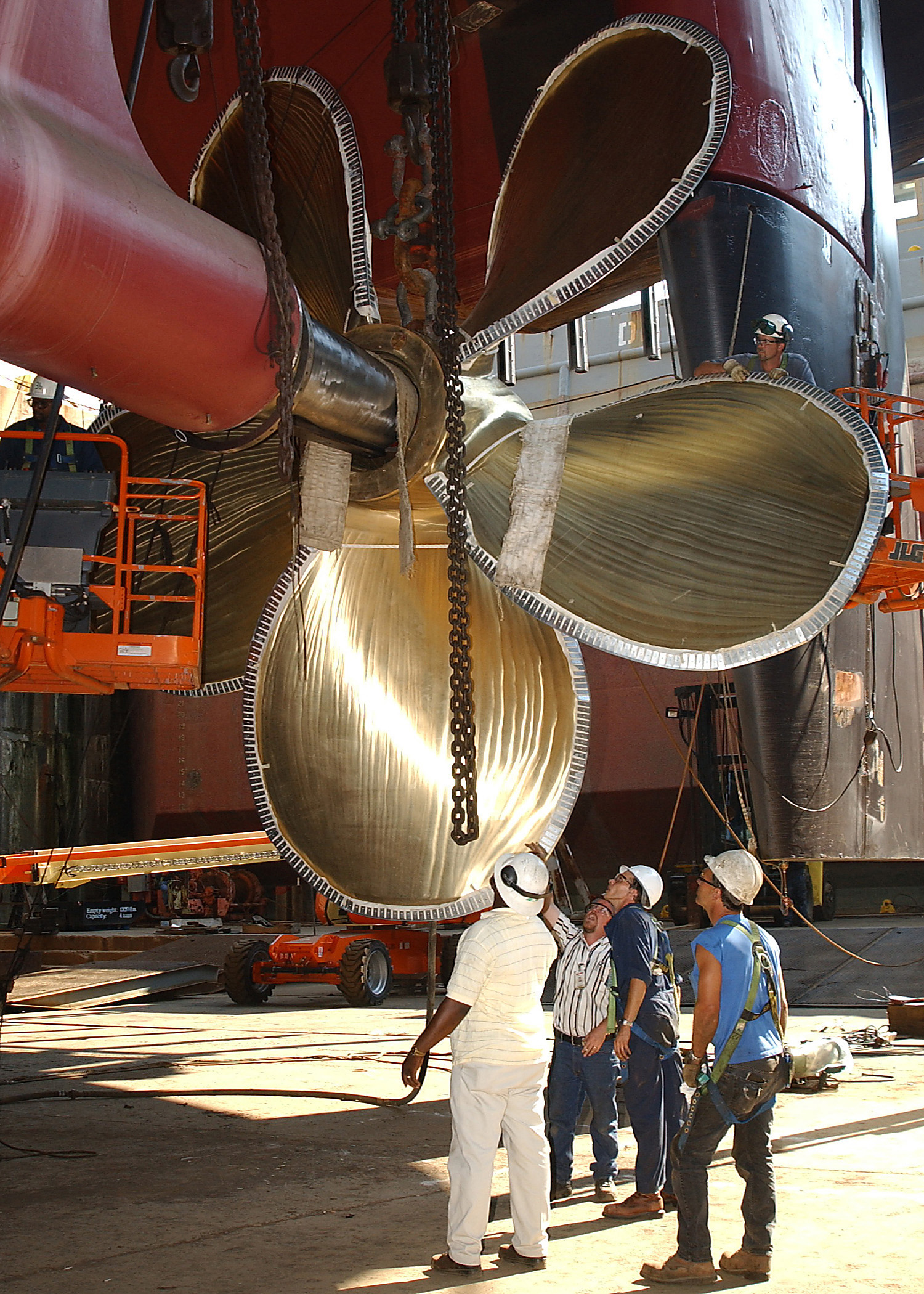
Propeller der George Washington

Jeder Träger besitzt zwei Druckwasserreaktoren des Typs A4W mit einer Leistung von jeweils rund 100 Megawatt. Das A steht für den Typ, auf dem der Reaktor eingesetzt wird, hier Aircraft Carrier. Die 4 bedeutet, dass es sich um die 4. Generation von Reaktoren des Herstellers handelt, der an dritter Stelle genannt wird. Das W steht hier für Westinghouse. Die zwei Reaktoren treiben vier Dampfturbinen von General Electric an, jede Turbine ist mit einer Welle verbunden. Die Reaktoren sind getrennt aufgestellt, zwischen ihnen befinden sich Tanks und Munitionskammern. Jeder Träger besitzt vier fünfblättrige Bronze-Propeller mit einem Durchmesser von rund 7,6 Meter. Jeder der Propeller wiegt rund 30 Tonnen. Sie sind versetzt angeordnet, die beiden innenbords gelegenen Wellen erstrecken sich weiter Richtung Heck. Hinter diesen befinden sich auch die beiden Ruder, die 8,9 Meter hoch und 6,7 Meter lang sind. Eines wiegt knapp 50 t.
Die Antriebssektion mit den Reaktoren wird intern ständig von einer Wachmannschaft Marines besonders geschützt, um die strenge Zugangsbeschränkung zu gewährleisten.
Die effektive Antriebsleistung des Systems liegt laut Clancy bei rund 280.000 Brake Horsepower, was etwa 209 Megawatt entspricht; Gibbons gibt die Antriebsleistung hingegen mit 260.000 Brake Horsepower (194 Megawatt) an. Die erreichbare Geschwindigkeit wird geheim gehalten, liegt aber weit über den offiziell angegebenen „30+“ Knoten. Solch hohe Geschwindigkeiten helfen den Flugzeugen beim Abheben und Landen, da der Fahrtwind in Kombination mit dem natürlichen Wind bereits einen Luftstrom um das Flugzeug ergibt, der die nötige Startgeschwindigkeit reduziert.
Pro Dampfturbine arbeiten zusätzlich zwei Generatoren, um die nötige elektrische Energie für das Schiff zu erzeugen. Jeder erzeugt rund 8 MW, so dass bis zu 64 MW bereitstehen, um die elektrischen Anlagen an Bord zu betreiben. Das entspricht dem Bedarf einer Stadt mit 100.000 Einwohnern. Falls auf See die Reaktoren ausfallen, können vier Not-Dieselaggregate 8 MW Leistung bereitstellen, etwa für einen Reaktorneustart.
Die vier Frischwassererzeugeranlagen jeder Nimitz können bis zu 1.500 Tonnen Seewasser pro Tag zu Frischwasser umwandeln. Dieses Wasser wird in der Antriebs- und Katapultanlage sowie zur Versorgung der Besatzung verwendet.

### Bewaffnung der Flugzeugträger

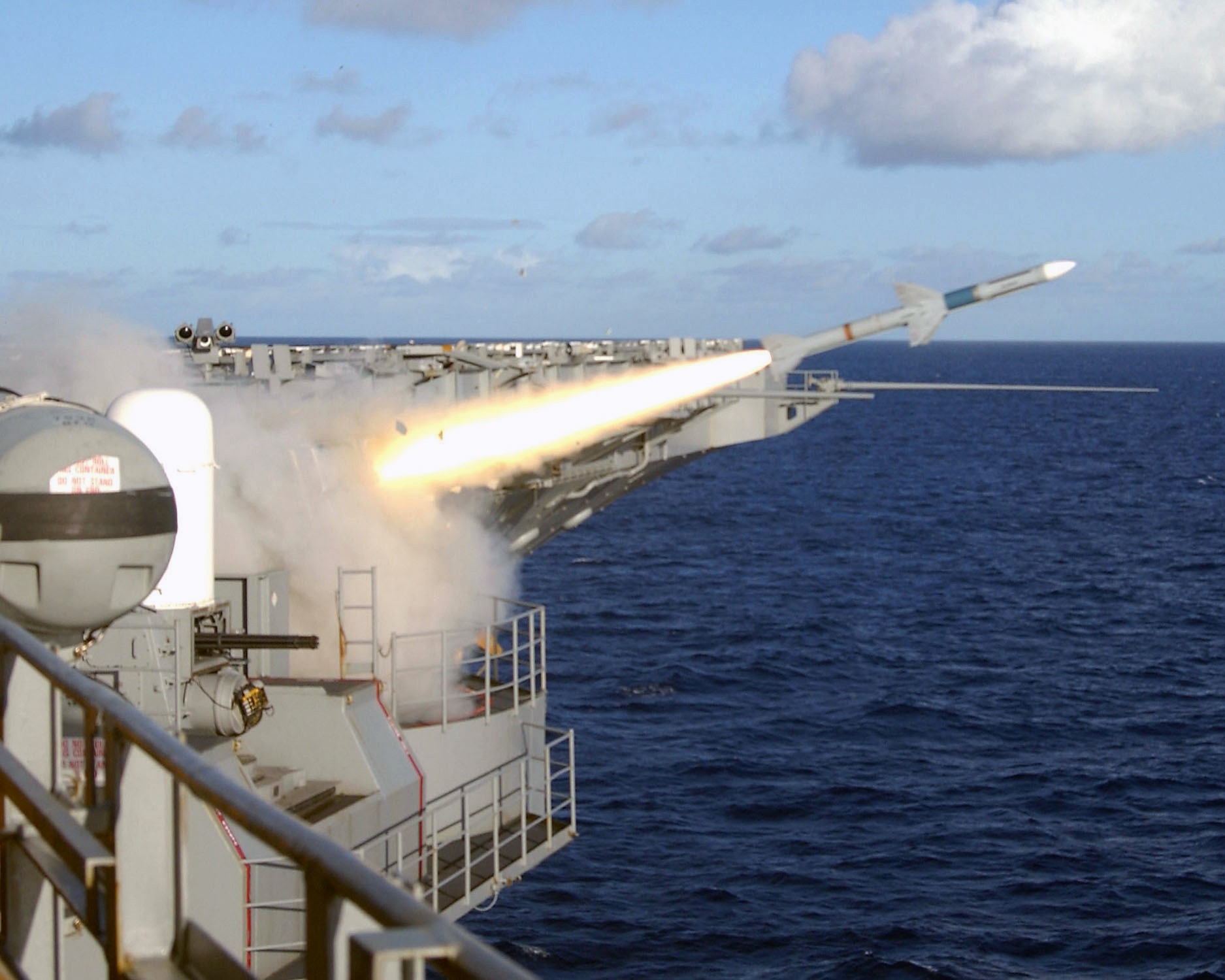
Abschuss einer Sea Sparrow von der Steuerbordplattform der Theodore Roosevelt. Davor mit weißer Kuppel ein Phalanx-Geschütz

Die Träger der Nimitz-Klasse besitzen eine rein defensive Bewaffnung für die Nahbereichsverteidigung, da sie auf Einsätzen ohnehin von Eskorten begleitet werden, die mögliche offensive Aktionen durchführen. So wird der Platz, den etwa Marschflugkörper beanspruchen würden, gespart und kann für die Unterstützung der Flugoperationen genutzt werden.
Die ersten beiden Einheiten besaßen bei Indienststellung drei knapp unterhalb des Flugdecks angebrachte Plattformen, auf denen die Waffensysteme aufgestellt wurden. Zwei davon lagen am Heck, die dritte am Bug steuerbordseits. Sämtliche neuere Einheiten erhielten ab Werk auch am Backbordbug eine vierte Plattform, bei den anderen beiden wurde diese nachgerüstet. Insgesamt besaß jeder Träger drei Starter für je acht Raketen des Typs RIM-7 Sea Sparrow und drei beziehungsweise (inklusive Backbord-Plattform) vier Schnellfeuer-Geschütze Phalanx CIWS. Die vordere Steuerbord-Plattform wurde mit einem Phalanx- sowie einem Sea-Sparrow-Starter ausgerüstet. Die Heck-Plattformen enthielten je einen der Sea-Sparrow-Starter. Am Heck wurden außerdem zwei weitere Phalanx in den Rumpf integriert, aber weit unterhalb der restlichen Plattformen.
Im Rahmen von ohnehin vorgesehenen Werftliegezeiten werden die Phalanx, wie flottenweit vorgesehen, entfernt. Die beiden Systeme am Heck entfallen ersatzlos, ebenso das Geschütz auf der geteilten Plattform vorn. Auf der anderen Bug-Plattform wird dafür ein Starter mit 21 RIM-116 Rolling Airframe Missiles (RAM) installiert, ebenso auf einer der beiden Heckplattformen, wofür der dritte Sea-Sparrow-Starter wegfällt. Statt Sea Sparrows werden in Zukunft RIM-162 Evolved Sea Sparrow Missiles (ESSM) eingesetzt, seit 2008 ist die Stennis der erste Flugzeugträger, der die neuen Raketen einsetzen kann. Damit besitzt jeder Träger in Zukunft zwei ESSM-Starter (Bug Steuerbord und Heck Backbord) mit insgesamt 16 Raketen und zwei RAM-Starter (Bug Backbord und Heck Steuerbord) mit zusammen 42 Raketen. Zur Abwehr von kleinen Schnellbooten kommen außerdem einige Maschinengewehre des Typs Browning M2 hinzu.

### Sensoren und Gegenmaßnahmen

#### Ortungselektronik

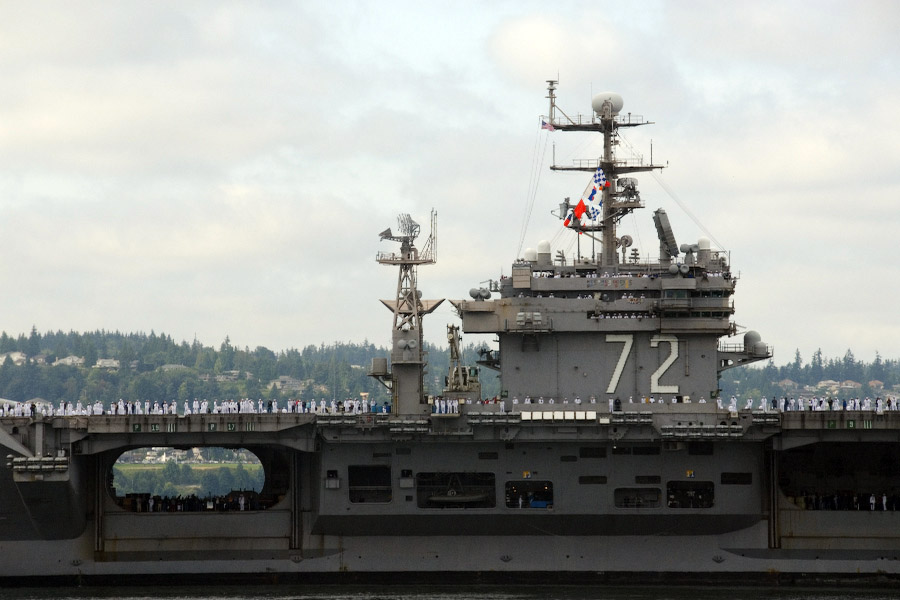
Die Insel und der Einzelmast für SPS-49 der Abraham Lincoln

Jede Einheit der Klasse besitzt mehrere Radaranlagen. Als Luftsuchradar von Beginn an auf jeder Einheit vorhanden ist das 3D-Radar SPS-48E, das sich auf der Insel befindet. Das SPS-48 wird von ITT-Gilfillan gefertigt und besitzt eine Reichweite bis zu 230 Seemeilen. Dieses System dient unter anderem auch zur Zieldatenversorgung der Raketen. Als 2D-Luftsuchradar besaßen die ersten beiden Einheiten zu Beginn ein SPS-43A von Hughes und Westinghouse mit einer Reichweite von 200 Seemeilen. Es wurde bald ersetzt durch das auf den restlichen Einheiten bereits ab Werk eingebaute SPS-49(V)5 von Raytheon, das eine um 50 Meilen verbesserte Reichweite hat. Des Weiteren ist ein Suchradar vom Typ Mk 23 TAS vorhanden, das Ziele für die Sea Sparrow-Lenkwaffen im Nahbereich erfasst. Es wird im Zuge von Modernisierungen jedoch schrittweise durch das AN/SPQ-9B ersetzt.
Ab Werk ist das SPS-49 im Gegensatz zu allen weiteren Anlagen auf einem eigenen Mast achtern der Insel installiert. Erst im Zuge der Refueling and Complex Overhauls wird das System auf die Insel verlegt, um mehr freie Decksfläche zu schaffen. Der Mast war nötig, um Interdependenzen zwischen den Anlagen zu vermeiden. Der neue Aufbau der Insel, den die letzten beiden Träger von Beginn an besitzen, vermeidet diese Probleme.
Zur Oberflächen-Zielsuche und Navigation besaßen die ersten drei Einheiten ein SPS-10F von Raytheon, das aber bald durch die später serienmäßig verwendete Kombination aus SPS-64 und SPS-67(V) ersetzt wurde. Die Reichweite liegt bei rund 50 Seemeilen.

#### Sonstige Elektronik

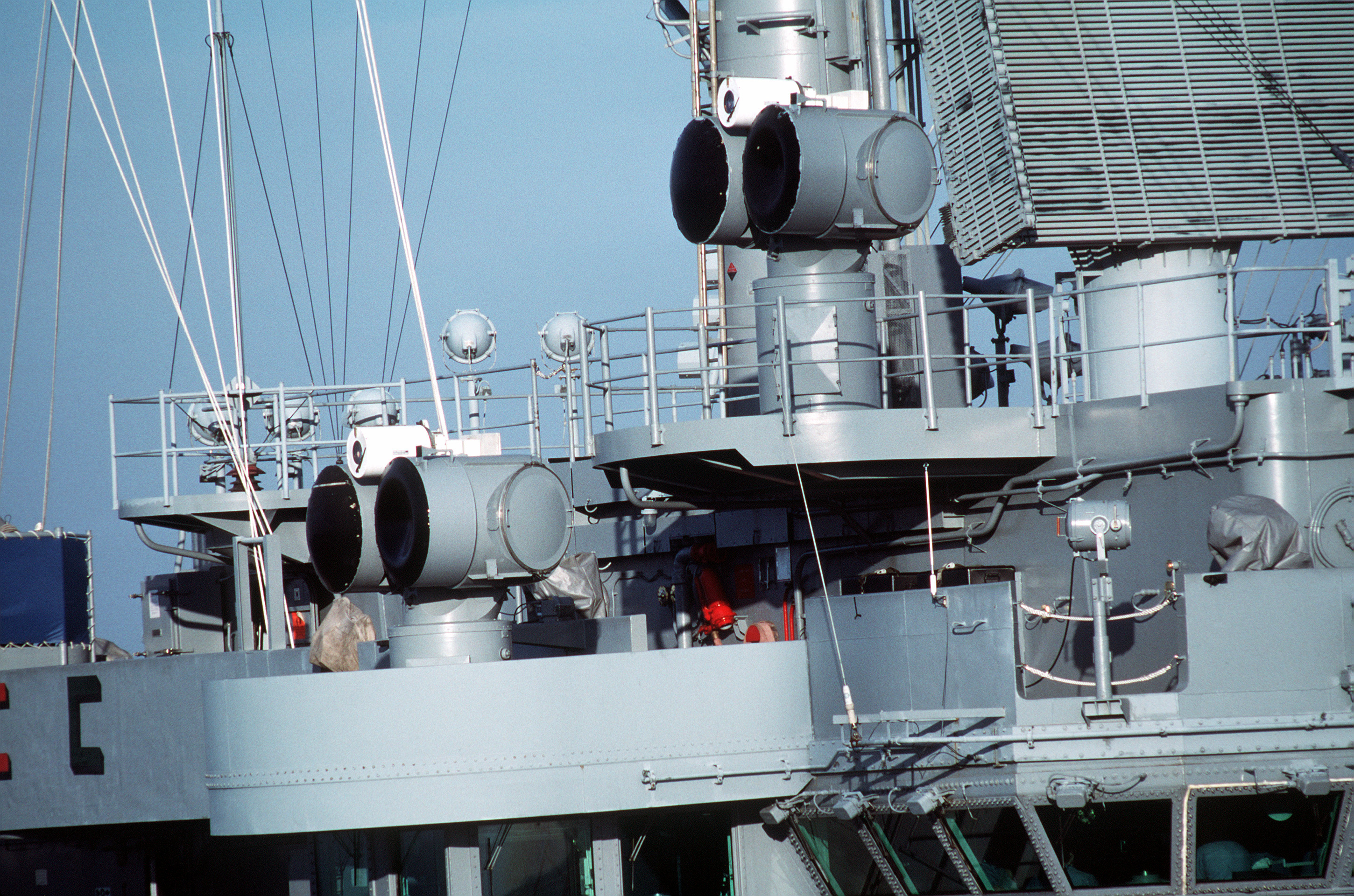
Zwei Radarbeleuchter SPS-65 der Mark-91-Feuerleitung

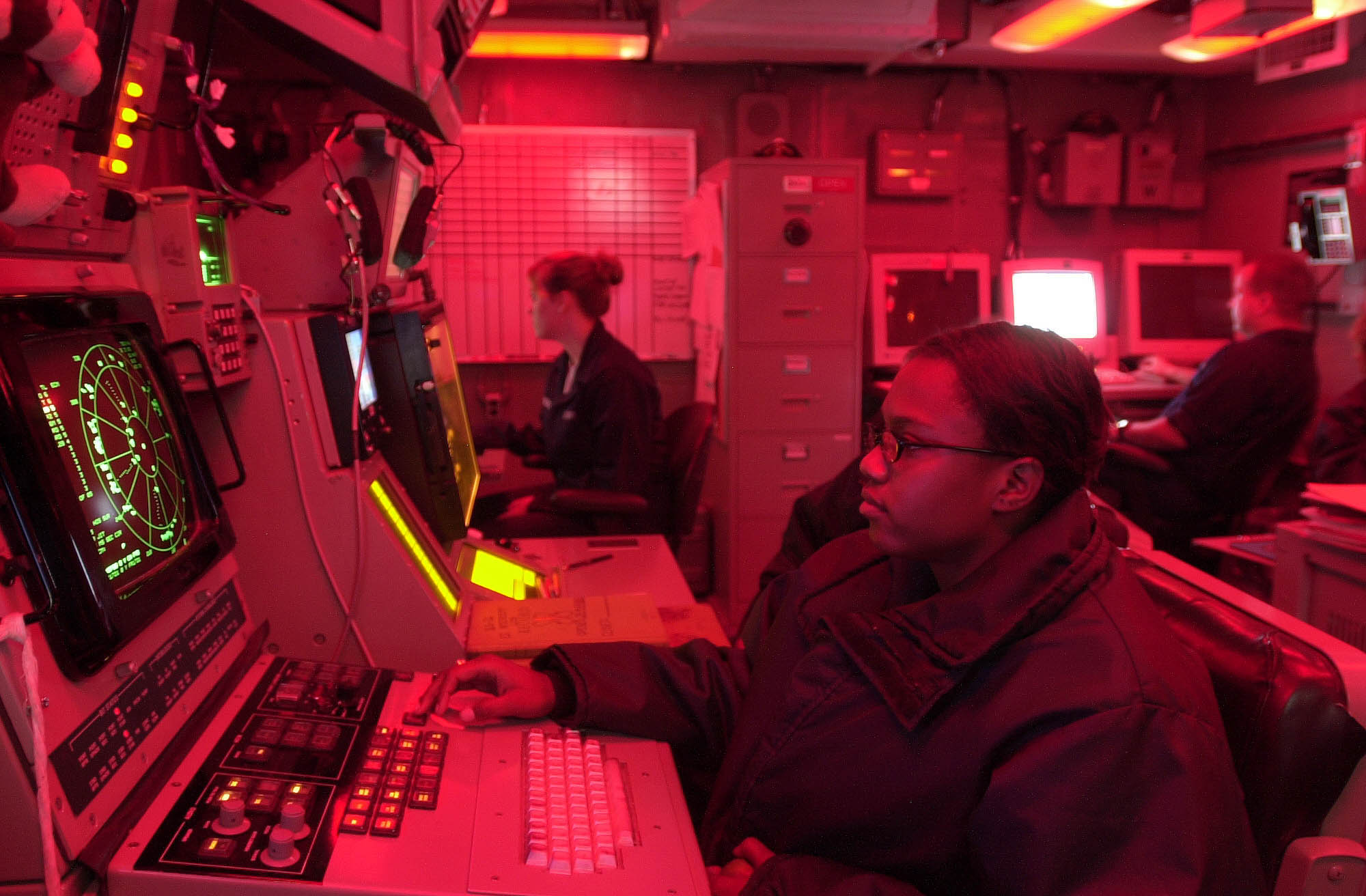
Kontrollraum für elektronische Kampfführung an Bord der Nimitz

Sowohl die Sea Sparrow als auch die ESSM sind halbaktiv-radargesteuerte Lenkwaffen, besitzen also kein eigenes aktives Radar, sondern fliegen das Ziel an, das von einem anderen Radargerät „beleuchtet“ wird. Damit sind sie auf ein Feuerleitradar angewiesen, das das Ziel auch nach dem Start kontinuierlich beleuchtet. Dafür besitzt jeder Träger der Klasse das Mark-91-Feuerleitsystem. Hauptbestandteile sind die drei SPS-65-Radarbeleuchter.
Zur Langstreckenkommunikation, Text- und Bildempfang von Satellitendaten sowie Aufklärungs- oder Fernsehsignalen besitzt jeder Träger das Challenge-Athena-System. Es wurde entwickelt, nachdem die Navy im Zweiten Golfkrieg nicht einmal in der Lage war, die täglich ausgestellten Luft-Einsatzpläne, genannt Air Tasking Orders, zu empfangen, sondern diese einfliegen lassen musste. Ab 1992 wurde das System zuerst auf der George Washington erprobt und später auf allen Trägern der Klasse installiert. Die unter einem Radom verborgene Antenne befindet sich an der Backbord-Deckskante am Heck. Zusätzlich existieren Antennen für Bord-zu-Bord-Funk. An den Deckskanten gibt es mehrere Kurz- und Ultrakurzwellenantennen, die bei Flugbetrieb nach unten weggeklappt werden können. Zur verbesserten Kommunikation mit eigenen Flugzeugen und Begleitschiffen wurde inzwischen auf allen Schiffen das CEC-System nachgerüstet. Gegenüber älteren Anlagen zeichnet es sich durch eine deutlich höhere Datenrate und Störfestigkeit aus. Außerdem ermöglicht es eine wesentlich bessere Vernetzung von Sensoren und Waffensystemen innerhalb der Kampfgruppe.
Um die Crew während eines Gefechtes zu entlasten, wurden die ersten Nimitz-Flugzeugträger mit dem Advanced Combat Direction System ausgerüstet. Dabei handelt es sich um ein computerbasiertes Führungssystem, das Kontakte autonom identifizieren, verfolgen und gegebenenfalls angreifen kann. Daten und Befehle können auch automatisch an Begleitschiffe weitergegeben werden. Seit der Ronald Reagan wird das modernere und leistungsfähigere Ship Self Defense System in der Ausführung Mk-2 verbaut. Da es flottenweit vorgesehen ist, werden auch alle älteren Träger bei ihrer RCOH-Modernisierung mit dem neuen System ausgerüstet.
Zur elektronischen Kampfführung besitzt jeder Träger der Klasse die speziell für Flugzeugträger entwickelte Version (V)4 des SLQ-32-Systems. Dazu gehören auch Werfer für SRBOC, also für Düppel zur Ablenkung von radar- und Flare zur Täuschung von infrarotgelenkten Raketen. Torpedos können von zwei nachgeschleppten Ködern SLQ-25 Nixie vom Schiff abgelenkt werden.
Um den Flugbetrieb durchführen zu können, benötigt jeder Träger Nahbereichsradare, die den Flugverkehr und besonders landende und startende Fluggeräte überwachen. Für den Anflug wird dafür ein SPN-43 in Kombination mit dem SPN-44 verwendet, die komplett redundant ausgelegt sind. Diese liefern exakte Azimutdaten sowie die absolute und relative Geschwindigkeit von anfliegenden Fluggeräten. Der Endanflug inklusive Landung kann mittels des älteren SPN-42 oder des moderneren SPN-46 auch komplett automatisch durchgeführt werden. Dieser Modus wird nur selten verwendet, kann aber bei Ausfall von Bordsystemen wichtig sein.

## Besatzung

### Leben an Bord

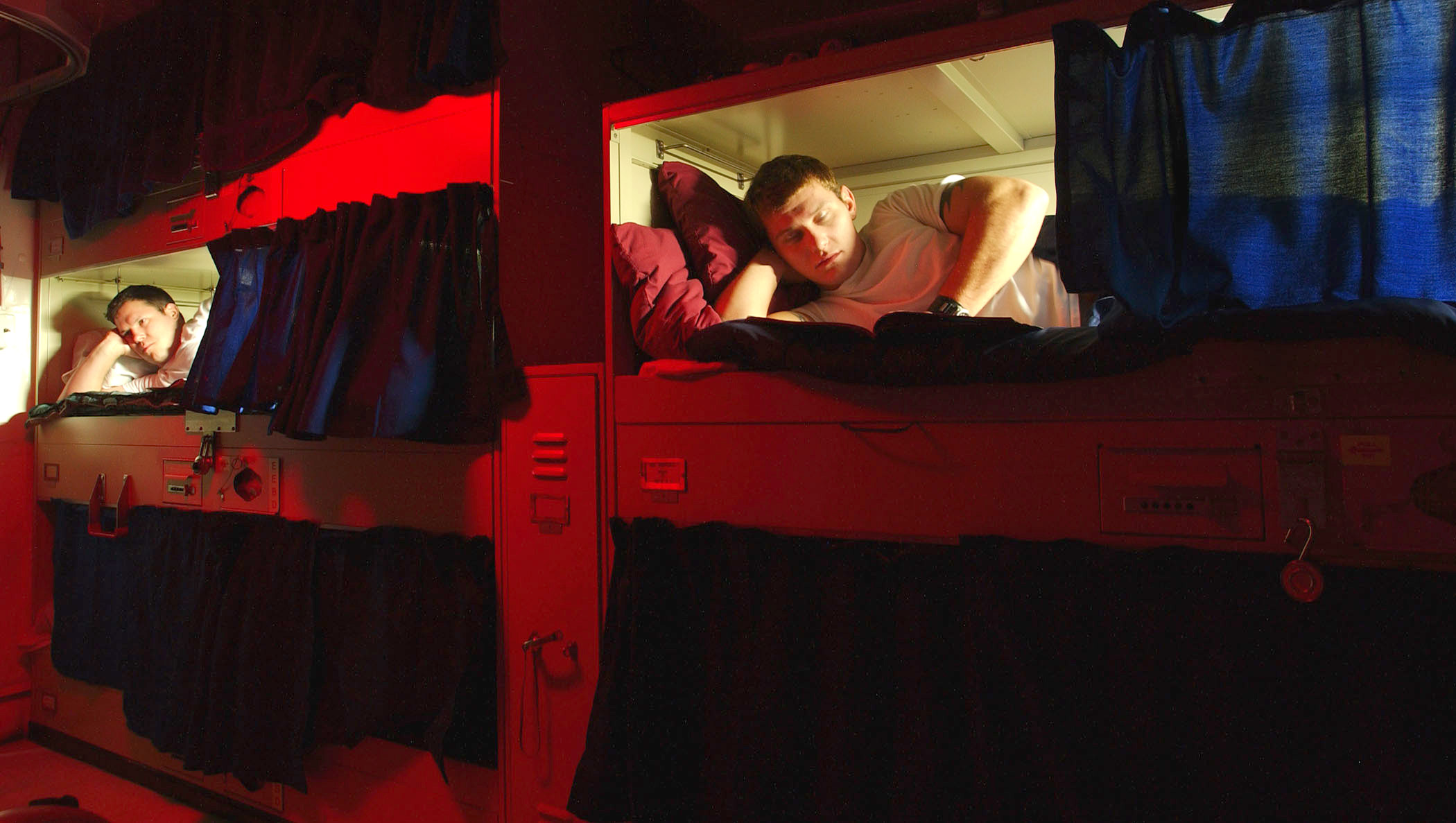
Matrosen der John C. Stennis in ihren Kojen

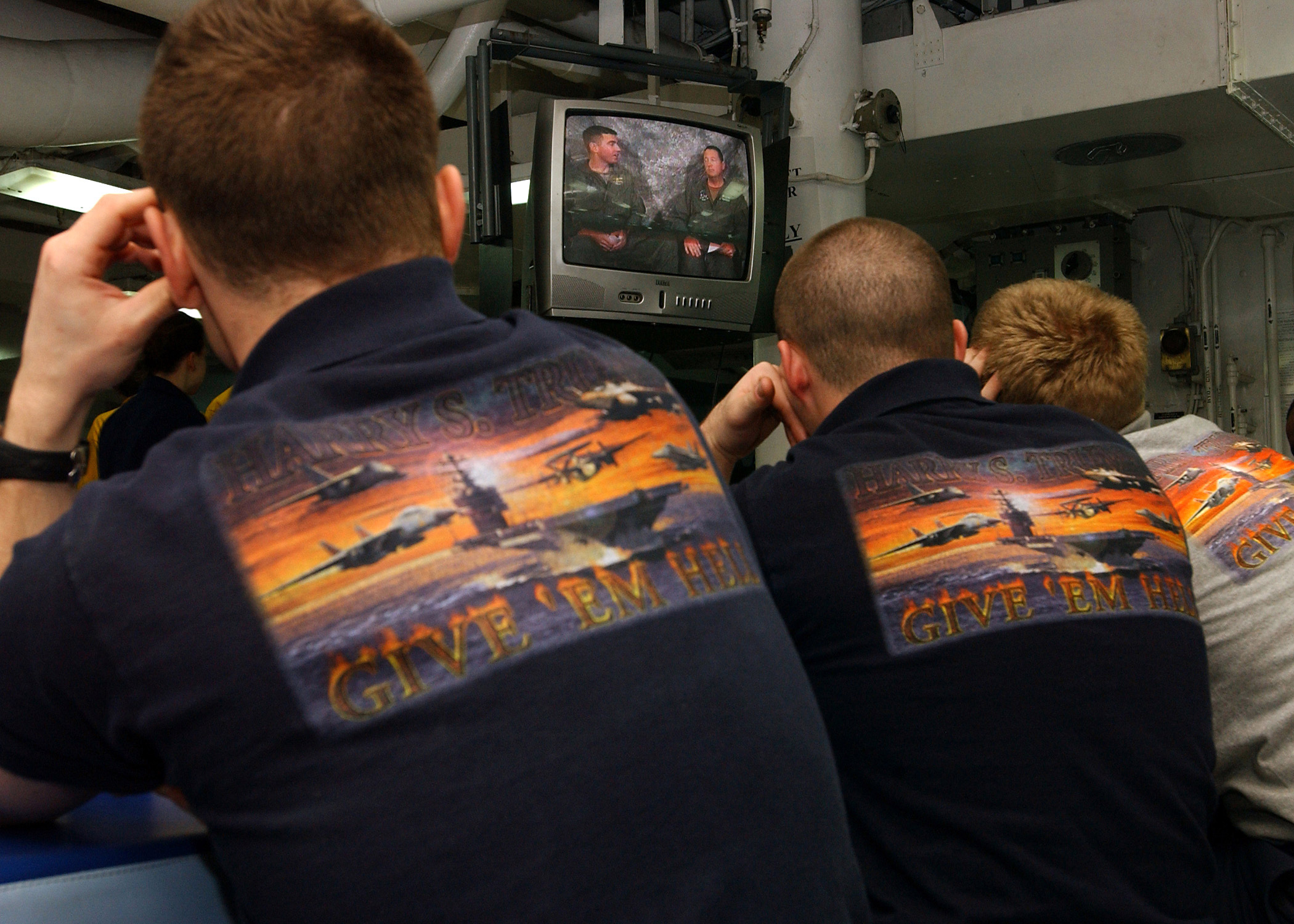
Matrosen der Harry S. Truman schauen selbstproduziertes TV-Material

Die Stärke der nautischen Besatzung jedes Trägers liegt bei 3.200 Mann, hinzu kommen 2.480 Mann des Air Wings. Dazu zählen neben den Piloten auch das Wartungspersonal. Offiziere und Mannschaftsdienstgrade schlafen getrennt, Schlafsäle gibt es auf mehreren Ebenen unter Deck. Direkt unter dem Flugdeck ist das fliegende Personal untergebracht, da die Flugzeuge auf dem Flugdeck und die hydraulisch betriebenen Katapulte und Fangseile viel Lärm verursachen und die Mitglieder des Air Wings bei laufendem Flugbetrieb ohnehin an Deck beschäftigt sind.
Die nautische Besatzung schläft und ruht größtenteils unter dem Hangardeck. Die Mannschaften schlafen in Drei-Stock-Kojen, pro Schlafsaal sind zirka 60 solche Kojen aufgestellt. Jeder besitzt eine eigene Koje; das auf kleineren Schiffen, vor allem U-Booten, angewandte Prinzip des „hot bunking“, also das schichtweise Teilen einer Koje, findet nicht statt. Angeschlossen an jeden Schlafsaal ist ein Wasch- und ein Aufenthaltsraum. Für persönliche Dinge besitzt jeder einen Spind. Der Admiral an Bord und sein Stab schlafen und arbeiten ebenfalls auf dem 03 Deck direkt unter dem Flugdeck; diese Räumlichkeiten sind die luxuriösesten an Bord. Auf demselben Deck, weiter Richtung Bug, schlafen auch die nautischen Offiziere, meist in Zwei-Mann-Kabinen. Matrosen, die im Rumpf des Trägers arbeiten, sehen oft tagelang kein Sonnenlicht: Bullaugen besitzt der Rumpf aus strukturellen Gründen nicht, und der Zugang zu Flug- und Hangardeck sowie der Insel ist gerade während Flugoperationen stark eingeschränkt.
Die Messen liegen auf dem Second Deck, pro Tag werden bis zu 20.000 Mahlzeiten ausgegeben. Dafür werden pro Tag 280 kg Hamburger-Fleisch und über 2.000 Eier gebraten, bis zu 800 Laibe Brot gebacken und rund 350 kg Gemüse gekocht. Außerdem werden 400 kg Obst verzehrt. An Bord kann Nahrung für bis zu 90 Tage gelagert werden.
In einem Studio werden auf einem Träger der Nimitz-Klasse eigene Fernseh- und Radionachrichten produziert und in das Bordnetz eingespeist. Auf den Fernsehern in den Aufenthaltsräumen können aber auch kommerzielle Fernsehsender empfangen werden, die über das Challenge-Athena-System eingespeist werden. Über dieses werden auch Satellitentelefone und Internetverbindungen betrieben, über die jedes Besatzungsmitglied Kontakt mit der Heimat aufnehmen kann. Alternativ können die Matrosen per Briefpost kommunizieren, die an Land transportiert und weitergeleitet wird, sobald der Träger sich in Küstennähe befindet. Außerdem gibt es an Bord einen eigenen Friseur, der bis zu 250 Matrosen pro Tag frisiert, und eine Wäscherei, die 2,5 Tonnen Wäsche reinigt. Täglich werden drei Gottesdienste in einer interkonfessionellen Kapelle an Bord gehalten.
Auf dem Third Deck befinden sich die medizinischen Räume. Der Träger dient als Hospital für die gesamte Kampfgruppe; auf den Begleitschiffen gibt es häufig nur Sanitäter. Eine Nimitz hingegen hat eine voll ausgestattete zahnärztliche Klinik mit fünf Zahnärzten sowie humanmedizinische Behandlungsräume und Operationssäle mit sechs Ärzten. Das Bordlazarett hat 53 Betten, zusätzlich existiert eine Intensivstation mit drei Betten.

### Gefahren

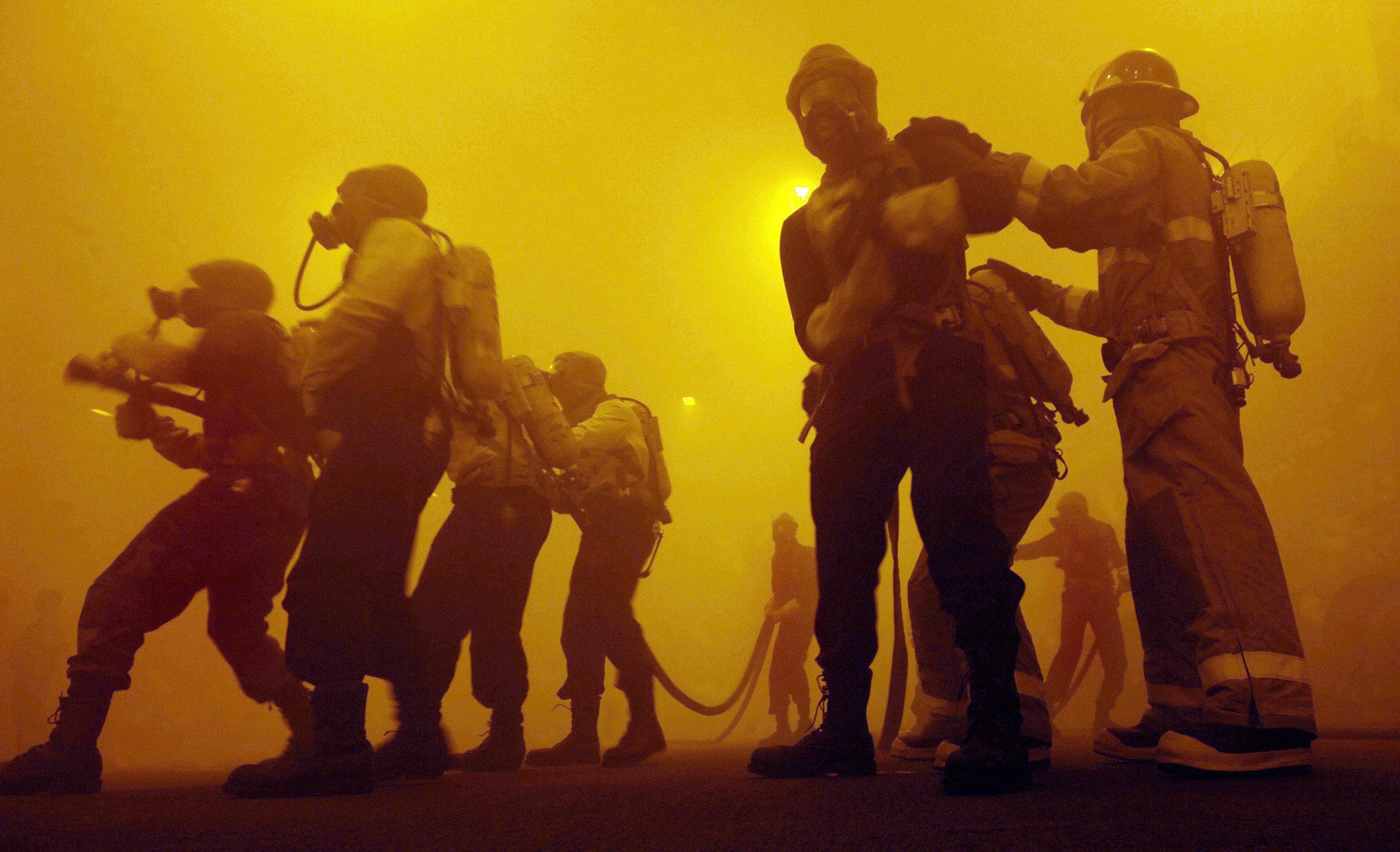
Feuerwehrleute während eines simulierten Brandes im Hangar der Harry S. Truman

Nicht nur für die Piloten, sondern auch für das Flugdeck-Personal ist der Dienst auf den Trägern der gefährlichste in der gesamten Navy, weshalb diese Gruppe einen Gefahrenzuschlag zu ihrem Sold erhält. Auf dem Flugdeck muss jeder Einzelne jederzeit voll konzentriert sein; Unaufmerksamkeit kann zwischen laufenden Triebwerken, startenden und landenden Flugzeugen sowie scharfen Waffen schwere Unfälle verursachen und Lebensgefahr bedeuten. Beispiel dafür ist der damalige Petty Officer John D. Bridges: 1991 kontrollierte er die Arbeit eines neuen Rekruten während der Startvorbereitung einer A-6 Intruder auf dem Flugdeck der Theodore Roosevelt. In einem Moment der Unachtsamkeit näherte sich Bridges dem Flugzeug, nachdem die Triebwerke bereits hochgefahren waren. Er wurde vom laufenden Triebwerk angesaugt, das durch seine Schutzausrüstung blockierte. Nur die schnelle Reaktion eines anderen Crewmitglieds, der dem Piloten signalisierte, das Triebwerk abzuschalten, rettete Bridges das Leben, der nahezu unverletzt blieb. Auch weil der Unfall von einer Flugdeck-Überwachungskamera aufgezeichnet wurde, machte er weltweit Schlagzeilen.
Sehr viel häufiger jedoch stürzen Jets ab oder gehen Personen über Bord, teilweise auf Grund starker Winde. Unfälle dieser Art geschehen mehrmals jährlich auf den Trägern der Klasse. Als für das gesamte Schiff bedrohlich können sich Flugzeugabstürze auf das Flugdeck eines Trägers oder in die Heckpartie aufgrund folgender Brände inkl. Feuer im Hangardeck erweisen. Der schlimmste Unfall an Bord einer Nimitz ereignete sich 1981 auf dem Typschiff. Eine EA-6B Prowler verpasste das letzte Fangseil und schlug in neben der Landebahn abgestellte Flugzeuge ein. Ein Feuer brach aus und rund eine halbe Stunde nach dem Absturz ereignete sich eine Sekundärexplosion, vermutlich durch Raketen des Typs AIM-7 Sparrow der abgestellten Flugzeuge. Neben den drei Piloten kamen fünf weitere Männer des Air Wings und sechs der Schiffsbesatzung ums Leben, 48 wurden verletzt. Als Grund wurde unter anderem Drogenmissbrauch an Bord genannt, woraufhin die Navy eine Null-Toleranz-Politik in Bezug auf Drogen ausgab.

## Einsatzprofil

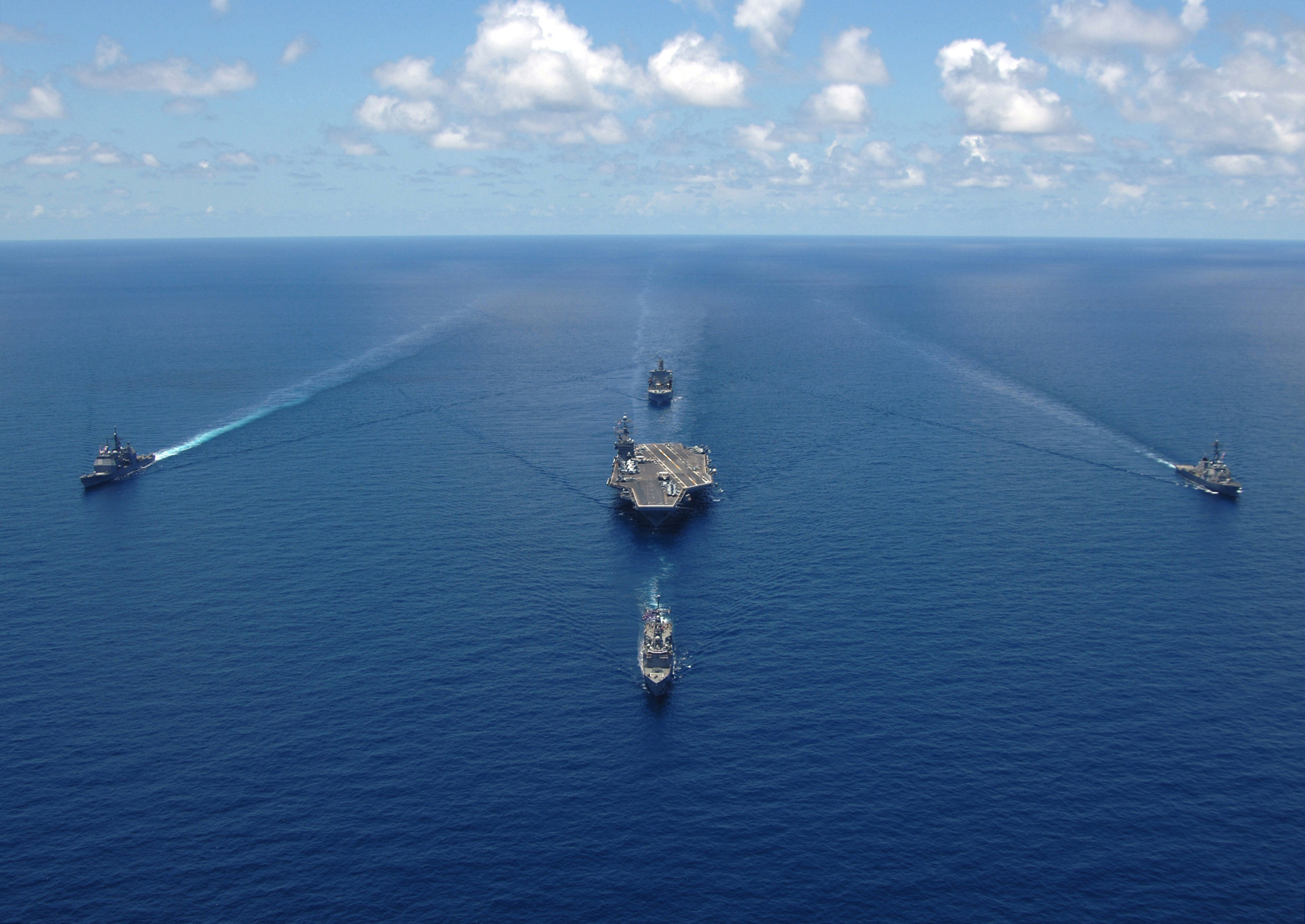
George Washington mit Eskorte aus Kreuzer, Fregatte, Zerstörer und Trossschiff

Flugzeugträger sind für die Vereinigten Staaten das Mittel der Wahl, um auch weit entfernt des heimischen Kontinents militärische Präsenz zeigen zu können. Somit sind sie entscheidend für die Sicherung amerikanischer Interessen im Ausland. Der ehemalige Verteidigungsminister William Cohen sagte über die Flugzeugträger: “If you don’t have that forward deployed presence, you have less of a voice, less of an influence” (deutsch: „Wenn man diese vorgeschobene Präsenz nicht hat, hat man auch weniger Gewicht, weniger Einfluss“). Mit Flugzeugträgern kann die US Navy vor jeder Küste eine Drohkulisse aufbauen, die mit ihrem Wirkungskreis weit in das Zielland hineinreicht, um die Interessen der USA durchzusetzen, ohne auf andere Staaten in der Region angewiesen zu sein, die ihr Territorium für Truppenaufmärsche oder Zwischenlandungen zur Verfügung stellen müssten. Das gilt umso mehr für die nukleargetriebenen Nimitz-Träger, da diese weniger auf Versorgung mit Treibstoff und damit auf Marinebasen angewiesen sind. Sie dienen damit als modernes, global verwendbares Pendant zur Kanonenbootpolitik des 19. Jahrhunderts. Die Drohkulisse wirkt umso stärker, da die Kampfgruppe oft besser ausgerüstet ist als die gesamte Marine kleinerer Staaten und der Air Wing mancher nationalen Luftwaffe überlegen ist. Auch seerechtlich können solche Staaten nichts gegen die Kampfgruppe vor ihrer Küste unternehmen, befindet sie sich doch in internationalen Gewässern.
Flugzeugträger werden ausschließlich innerhalb einer Kampfgruppe, genannt Carrier Strike Group, eingesetzt. In dieser fahren als Eskorte ein Mix aus zwei bis drei Zerstörern der Arleigh-Burke-Klasse, zwei Kreuzer der Ticonderoga-Klasse sowie zwei Atom-U-Boote und ein Trossschiff zur Versorgung des Trägers mit Flugbenzin und der konventionell angetriebenen Begleitschiffe mit Treibstoff. Die Begleitschiffe sichern ihren Träger gegen Angriffe aus der Luft oder zu Wasser und sind außerdem in der Lage, Marschflugkörper für vorbereitende Angriffe abzufeuern, etwa um die feindliche Luftabwehr zu schwächen, bevor die Flugzeuge zu Flächenbombardements aufsteigen.
Früh aufgegeben haben die Vereinigten Staaten das Konzept von komplett atomgetriebenen Kampfgruppen, die neben Träger und U-Boot aus zwei bis drei Atomkreuzern bestanden. Für eine Umsetzung dieses in der Operation Sea Orbit erprobten Konzepts fehlte jedoch die notwendige Anzahl von Kreuzern. Solche Gruppen wären für schnelle Verlegungen optimal geeignet gewesen, da sie auch längste Strecken auf voller Kraft hätten laufen können, ohne am Zielort sofort bunkern zu müssen. Die heute eingesetzten Eskorten haben ohne nachzutanken eine Reichweite von unter 5000 Seemeilen, was etwa einer Fahrt von der US-Ostküste ins Mittelmeer entspricht.